# Sacro Convento
Le Sacro Convento, de son nom complet Sacro Convento di San Francesco in Assisi, est le couvent franciscain d'Assise, en Ombrie, jouxtant la Basilique Saint-François d'Assise, dont la construction a été inaugurée par le pape Grégoire IX le 17 juillet 1228, au lendemain de la canonisation de François d'Assise. L'accès principal se fait depuis la place inférieure de la basilique.
Une source du XVe siècle motive l'attribut « Sacro » au fait que le couvent ait été consacré avec la basilique par le pape Innocent IV en 1253.
En 2000, avec d'autres sites franciscains du district, le complexe monumental de la basilique et du Sacro Convento a été inclus dans la liste des sites du patrimoine mondial de l'UNESCO.

## Historique

### Origines

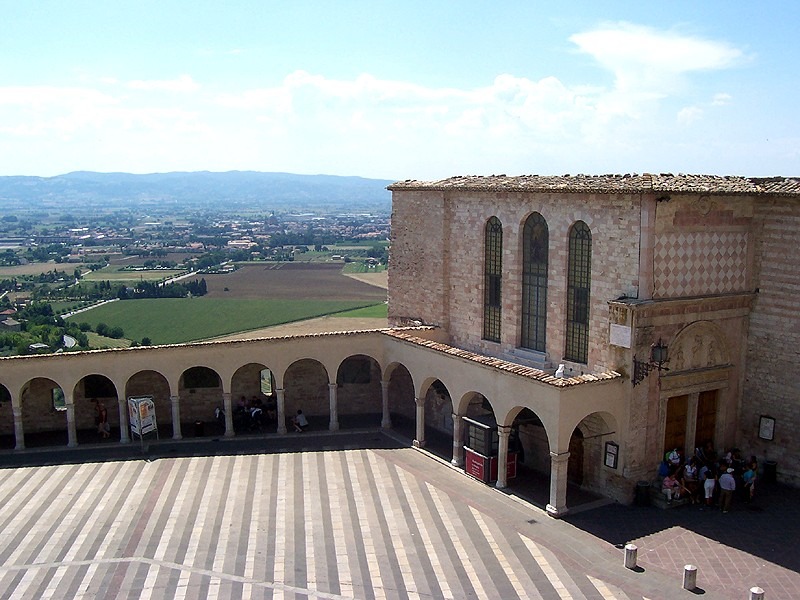
Entrée du Sacro Convento par la place inférieure de la basilique.

Après la mort de saint François, le pape Grégoire IX, ancien cardinal évêque d'Ostie dont François avait intercedé pour qu'il soit « protecteur » de l'Ordre du pape Honorius III), souhaite la construction à Assise d'une specialis ecclesia pour y conserver le corps du saint, déjà enterré dans l'église Saint-Georges à l'intérieur des murs de la ville.
Le frère Élie de Cortone, au nom du pape, reçoit la donation de Simone di Puzarello (ou Pucciarello) de « unam terre positam in vocabulo collis inferni in comitatu Assisiensi » afin de construire un lieu, un oratoire ou une église « pro beatissimo corpore sancti Francisci »,. La Collis inferni, vulgarisée en Colle dell'Eferno, probablement en raison de son aspect sauvage, mais plus plutôt  inferius parce qu'elle est située en contrebas de la ville, là où la potence utilisée pour la pendaison des condamnés à mort est érigée et où il est probable que des lépreux ont trouvé refuge. Une tradition fait remonter le choix du lieu au désir de François lui-même d'être enterré « où dort la potence des malfaiteurs », tandis que d'autres désignent l'un des endroits où François s'est retiré dans la solitude et la prière.
Le 17 juillet 1228, le pape Grégoire IX, après avoir la veille solennellement inscrit François au registre des saints pose la première pierre de la construction de la nouvelle église à côté de laquelle de premiers espaces sont simultanément construits (la loca de la Regola non bollata ou domus pour les frères, selon toute vraisemblance sur le terrain donné le 31 juillet suivant directement à l'église San Francesco situé sur le flanc de la colline  au-dessus du fleuve Tescio où est située l'église. La première référence explicite concernant le couvent se trouve dans un document daté du 27 mai 1239, il s'agit d'une promesse de compensation dominus et custos faite par le frère Élie de l'église San Francesco d' Assise et le frère Giacomo da Bevagna, maire et procureur de ladite église et conventus ipsius, acte rédigé par notaire - apud dictam ecclesiam Sancti Francisci, in quadam camera ipsius ecclesie.
Le premier centre habité est construit à l'arrière la basilique en cours de construction. Plus d'une centaine de frères peuvent alors y résider en même temps. C'est aussi là que, désormais, les chapitres généraux de l'ordre se déroulent. Il constitue le côté nord et, pour la partie inférieure, le côté ouest, du cloître principal actuel (connu sous le nom de « Sixte IV »). 
Désireux, en outre, de faire d'Assise une des résidences de la papauté, Grégoire IX, fait édifier dans le prolongement occidental du couvent un véritable palais, la dite domus grégorienne espace qui est destiné à l'héberger, si nécessaire, le pape. Le frère Salimbene de Adam dans sa Cronica où il accuse le frère Élie de onzième faute fait référence à un grand palais grégorien. Le terme « palazzo » est utilisé dans les documents relatifs au couvent sacré à la fois pour désigner le bâtiment de quatre étages situé sur la façade ouest, et une modeste infirmerie ou même une seule « stanzia  » destinée à servir de salon de coiffure. Dans la langue de l'époque, le terme était synonyme de bâtiment, de local, de pièce « in loco fratrum Minorum de Assisio », construit par Grégoire IX à la fois pour honorer saint François et pour s'y loger lorsqu'il se rend sur sa tombe, mais aussi pour affirmer l'autorité du Saint-Siège sur l'Ombrie. En effet, le pontife, en s'appuyant sur la mémoire de François d'Assise et sur le prestige de l'ordre des Mineurs, cherche à faire d'Assise un des centres du pouvoir de la papauté en Italie centrale. Créant un nouveau sanctuaire placé sous son contrôle direct, il espère sans doute y établir un des grands centres de pèlerinage de la Chrétienté occidentale, détournant les yeux de Jérusalem depuis que le Saint-Sépulcre a été profané en 1229 par Frédéric II qui s'y ait fait couronner roi.
Il s'agit selon toute vraisemblance d'un bâtiment ajouté, à côté de la résidence des frères, non par le pape Grégoire (décédé en 1241), mais par Innocent IV, et que Salimbene a vu, probablement terminé, en 1265, lorsque sa présence est documentée à Assise. Cette résidence papale est accessible depuis le couvent par la cour intérieure, mais probablement aussi par une entrée indépendante au nord-est, via un talus aménagé entre l'église et la forêt qui pouvait être atteint en traversant le narthex de l'église inférieure qui partait alors de la première travée de la nef.
Les spécialistes s'accordent à dire que, dans tous les cas, « suivre les événements de la construction et parfois partiellement de la démolition du couvent franciscain est difficile, voire impossible », du fait de la rareté des sources documentées sur le sujet. Il ne reste rien au sujet de l'institution qui reprit le chantier après que le frère Élie (élu général de l'Ordre en 1232, puis déposé en 1239 et excommunié pour hérésie), ait dû en quitter la direction.

### DuXIIIeauXVesiècle

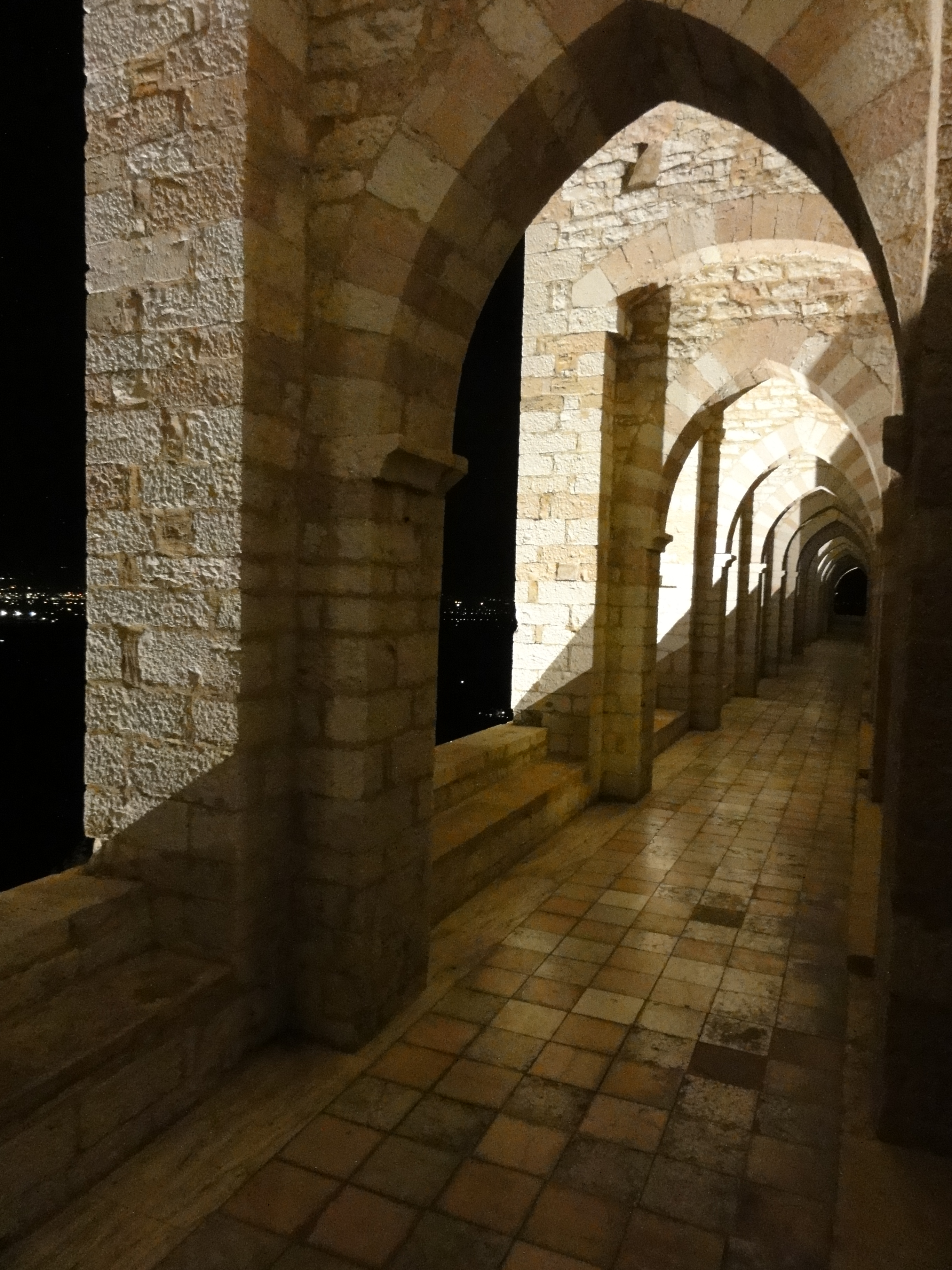
Image nocturne du portique « del Calzo » qui flanque le côté sud du « grand » réfectoire (XIIIe siècle).

Dans la première moitié du XIIIe siècle, le couvent primitif occupe probablement la zone « immédiatement derrière l'abside de l'église, qui n'était pas encore complétée par les chapelles latérales dépassant légèrement et symétriquement des deux côtés, s'étendant sur un espace presque carré ». L'entrée était au sud, à la hauteur de l'abside de la basilique, laissant ainsi tout le côté libre. En 1282, le « grand » réfectoire est construit sur le côté sud, avec un toit en bois et un portique gothique extérieur (appelé « del Calzo »). En 1360, le complexe se développe à l'ouest avec le bâtiment nommé « Palazzo Albornoz ». Le bâtiment tire son nom du cardinal Egidio Albornoz, légat et vicaire général des dominions de l'Église en Italie, qui à sa mort a laissé deux mille florins d'or pour l'achèvement des travaux. Le 17 mai 1373, Grégoire XI intervint sur ce legs, et à partir d'Avignon ordonne à l'évêque de Pérouse de forcer les frères à utiliser le legs d'Albornoz exclusivement pour les travaux sur l'église et le couvent dans lequel l'infirmerie est installée, avant qu'il ne soit renommé « antique ». Une nouvelle extension affectera le côté sud en 1441 avec la construction à l'Est, à côté du réfectoire, d'un dortoir soutenu à l'extérieur par treize arcs.
Le trésor pontifical est entreposé sous bonne garde dans le palais dans la seconde moitié du XIIIe siècle.
Les événements concernant le Sacro Convento sont évidemment liés à ceux de la basilique. Par exemple, comme la bulle de Boniface IX le prouve, qui le 28 août 1393, après avoir fait réparer le Sacro Convento de juillet à septembre de l'année précédente et avoir personnellement constaté la nécessité d'interventions urgentes pour l'entretien de l'église et du couvent lui-même, accorde des privilèges spirituels à ceux qui font l'aumône en faveur du complexe monumental et aussi en soutien des frères qui sont en nombre réduit en raison du manque d'offrandes et d'oblations.
Pendant le pontificat du pape mineur Sixte IV (1471-1484), plusieurs interventions sur le complexe du couvent sont effectuées : en 1472, le bâtiment ouest est renforcé côté vallée par un « contrefort » sur lequel, en direction de la basilique Sainte-Marie-des-Anges, est placée la statue du pontife ; quelques années plus tard, en 1476, le même bâtiment est achevé et la résidence papale y est déplacée, laissant ainsi place au noviciat ; à cette époque, la zone de l'abside de la basilique est également aménagée avec la construction d'un cloître Renaissance (le cloître de Sixte IV) avec deux ordres, conçu par Antonio da Como et Ambrogio Lombardo. Au centre du côté ouest, une plaque avec les armoiries  du pape della Rovere indique l'année 1474. L'entrée du couvent (porte de la « battaiola »), en avancée vers l'Est et vers la ville, où elle se trouve encore, semble également dater de cette période.

### XVIIesiècle
La dernière intervention importante qui a déterminé la forme actuelle de la structure du complexe date du début du XVIIe siècle avec la surélévation du dortoir du XVe siècle à la suite de l'intervention de Philippe III, roi d'Espagne certifié par une inscription - non datée sur le mur extérieur de l'entrée ouest du couloir supérieur. Le noviciat y est alors transféré, et le dortoir est qualifié dès lors de « nouveau ».
De 1639 à 1653, le frère Joseph de Cupertino loge au couvent d'Assise, séjour contraint sur ordre du Saint-Office qui enquête sur ses extases. À l'occasion de la visite d'Éléonore de Nevers-Mantoue, épouse du Saint Empereur romain Ferdinand III, en avril 1653, un petit appartement lui est aménagé (dont certains souvenirs de l'époque sont encore conservés), adjacent à la salle capitulaire.

### XVIIIesiècle
Entre 1745 et 1748, le « grand » réfectoire est restauré sur un projet de l'architecte Giovanni Fontana : les charpentes en bois sont remplacées par une voûte en berceau avec des lunettes. Les vingt-deux grands médaillons ovales accrochés dans des cadres en stuc sur les deux murs longitudinaux datent probablement de cette période, avec les portraits des papes d'Honorius III à Clément XIV « respectables » de l'ordre franciscain et du sanctuaire d'Assise.

### Époque moderne

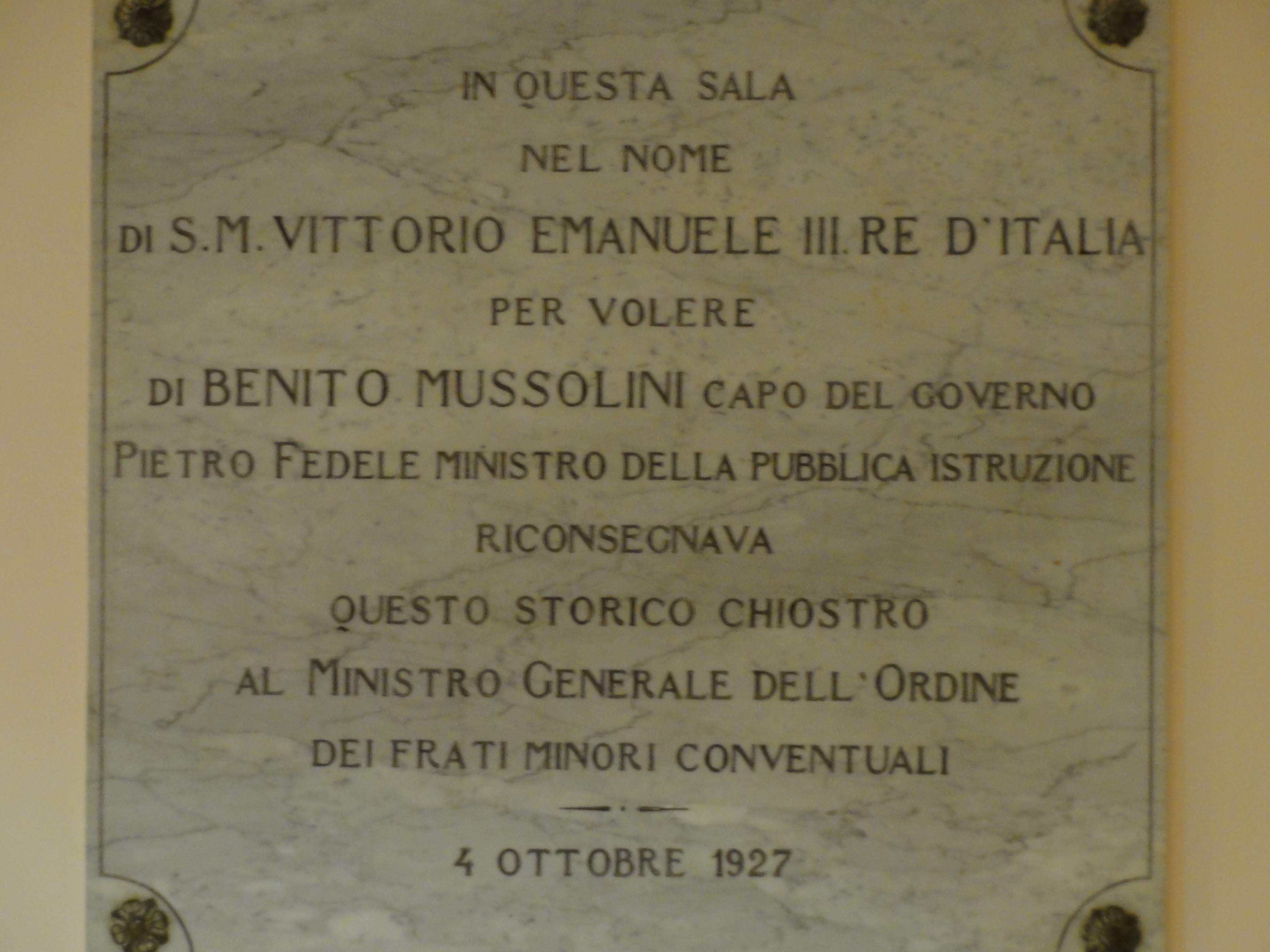
Plaque commémorative du retour du Sacro Convento à l'Ordre le 4 octobre 1927.

À l'époque moderne, après le départ des troupes napoléoniennes en 1798, l'événement qui marque le plus la vie du couvent - et de la communauté qui y vit - est la suppression des ordres religieux à la suite de l'unification de l'Italie, reportée en Ombrie au 11 décembre 1860 en raison du dit décret Pepoli. À cette occasion, la municipalité d'Assise met en place un conseil de fabrique qui, pour le service de l'église, assurait l'entretien de quelques religieux logés dans un petit espace du couvent du côté sud-est. Le reste du complexe, après quatorze ans de négligence, devient en 1875 le siège de l'internat national pour orphelins des enseignants du primaire,. Ce n'est qu'en 1927, après les célébrations du septième centenaire de la naissance de saint François, grâce à l'action du ministre général de l'époque Alfonso Orlich, que le sacré couvent est rendu aux frères mineurs conventuels qui doivent cependant construire dans la partie haute de la même ville d'Assise, le « costosissimo collegio-convitto Principe di Napoli ».
En 1929 - après le retour à l'Ordre au Sacro Convento - la grande salle de l'étage le plus élevé du bâtiment ouest, maintenant « salle papale », mais aussi appelée « salle de musique » car les instruments de la chapelle musicale de la basilique y sont conservés, est restaurés. Les travaux sont dirigés par l'architecte Arnaldo Foschin, à la demande du ministre général Alfonso Orlich (italianisé en Orlini), et la salle est dédiée à Pie IX, le dernier pape à avoir séjourné au Sacro Convento les 7 et 8 mai 1857, à l'occasion du cinquantième anniversaire de son ordination sacerdotale. Un sol en majolique de Giuliano Aretini di Deruta est posé ; le peintre romain Maria Biseo crée la décoration picturale sur un programme iconographique du frère Bonaventura Marinangeli
À l'occasion de la rénovation du plancher du « grand réfectoire » en 1968, la plus ancienne collection de céramiques médiévales ombriennes est découverte sous l'ancien plancher, aujourd'hui conservée et partiellement exposée au Musée du Trésor.
Le 26 septembre 1997, le couvent est durement touché par un séisme d'une magnitude de 6,1 sur l'échelle de Richter. Les voûtes de la basilique Saint-François s'effondrent partiellement et tuent quatre personnes ; de nombreuses fresques de Giotto sont en outre perdues.
Le 2 décembre 2000, lors de sa 24e session, l'UNESCO inscrit le couvent, au titre des « sites franciscains », au patrimoine mondial.

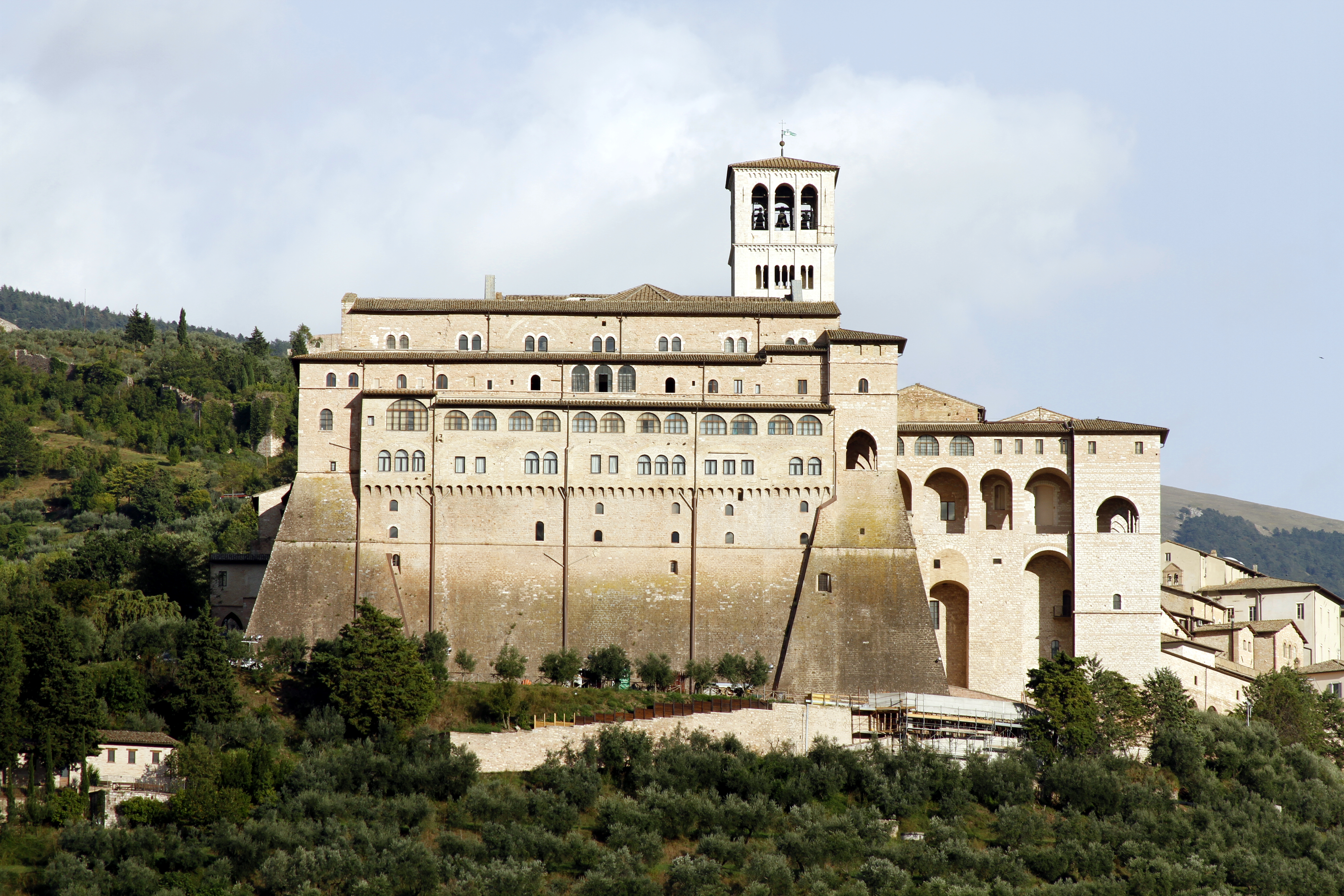
Façade ouest avec le dit « Palazzo Albornoz » au premier plan.
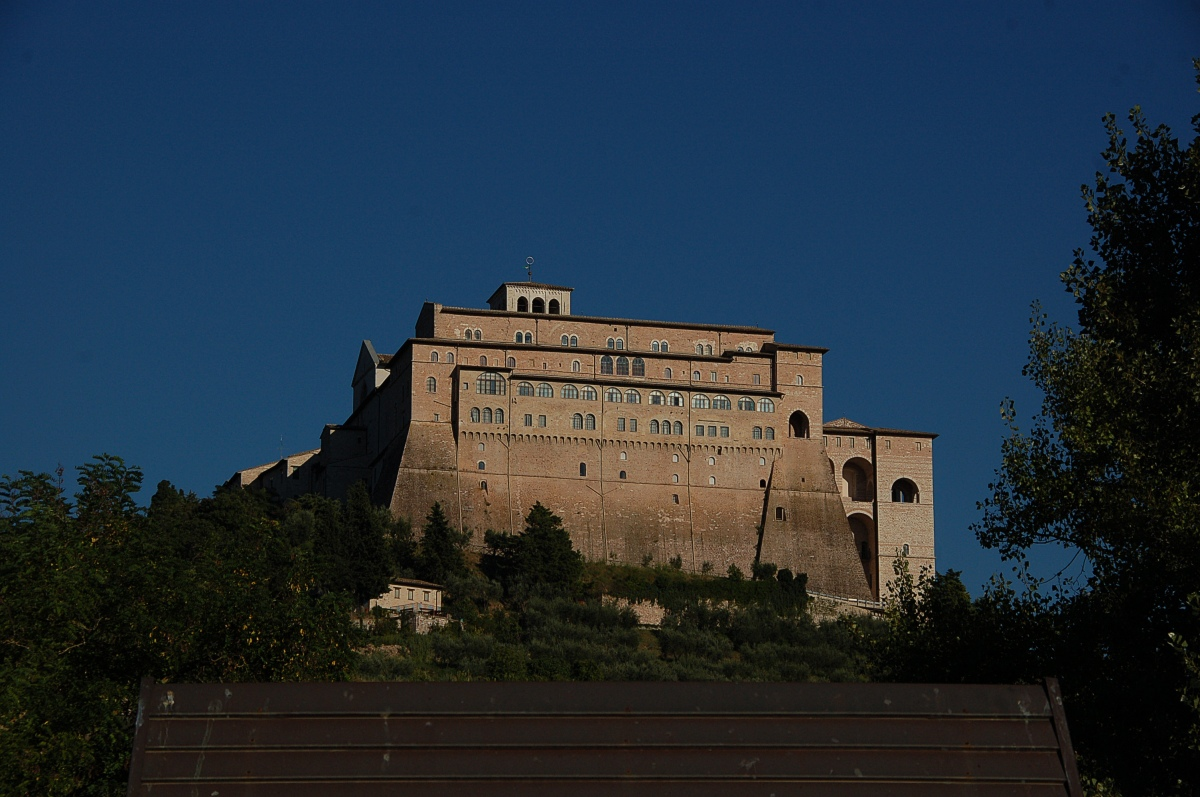
Façade ouest.
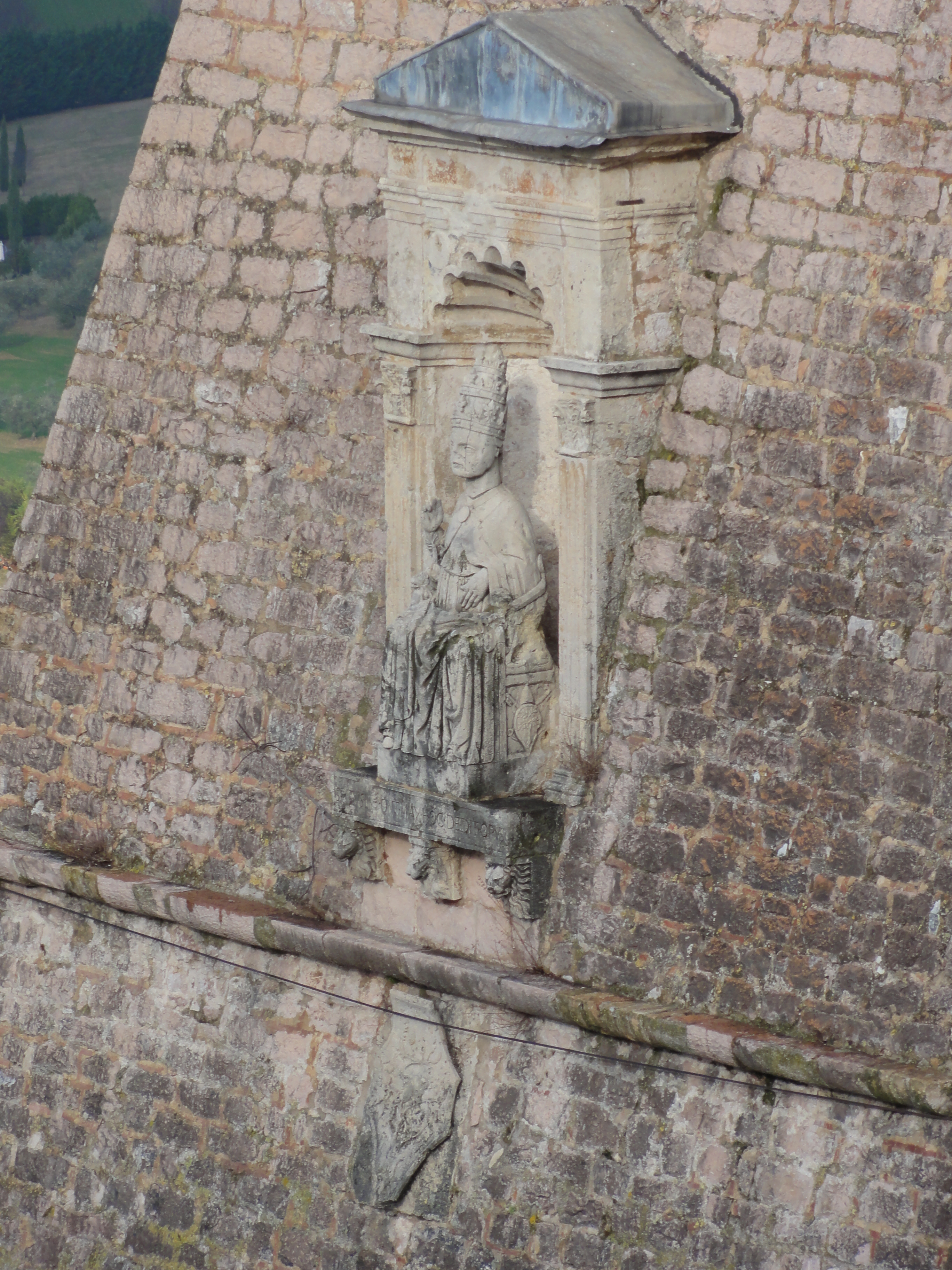
Palazzo Albornoz, détail de la statue de Sixte IV (1472 ?) placée sur le côté sud du contrefort.
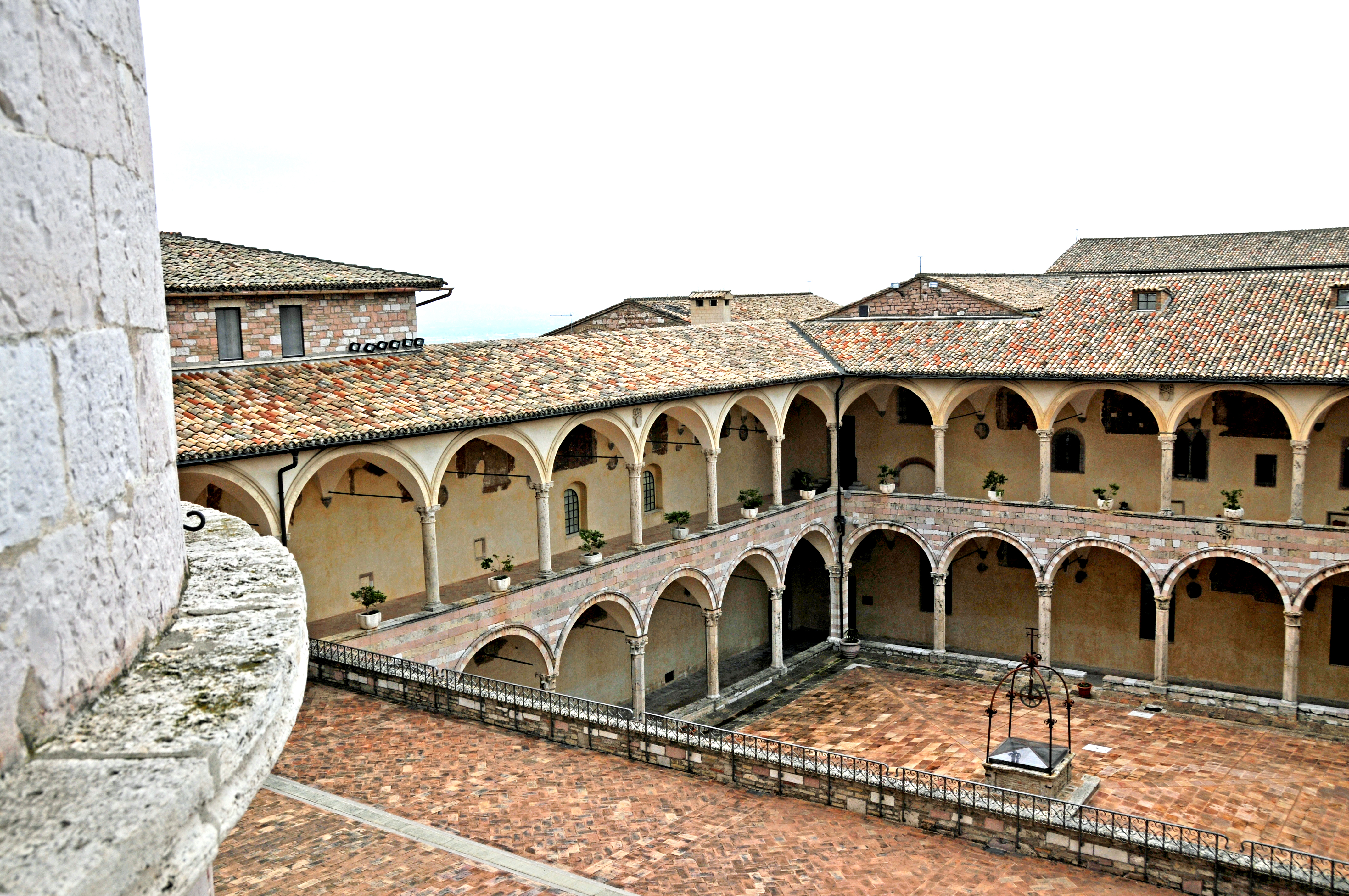
Cloître de Sixte IV (côtés sud et ouest).
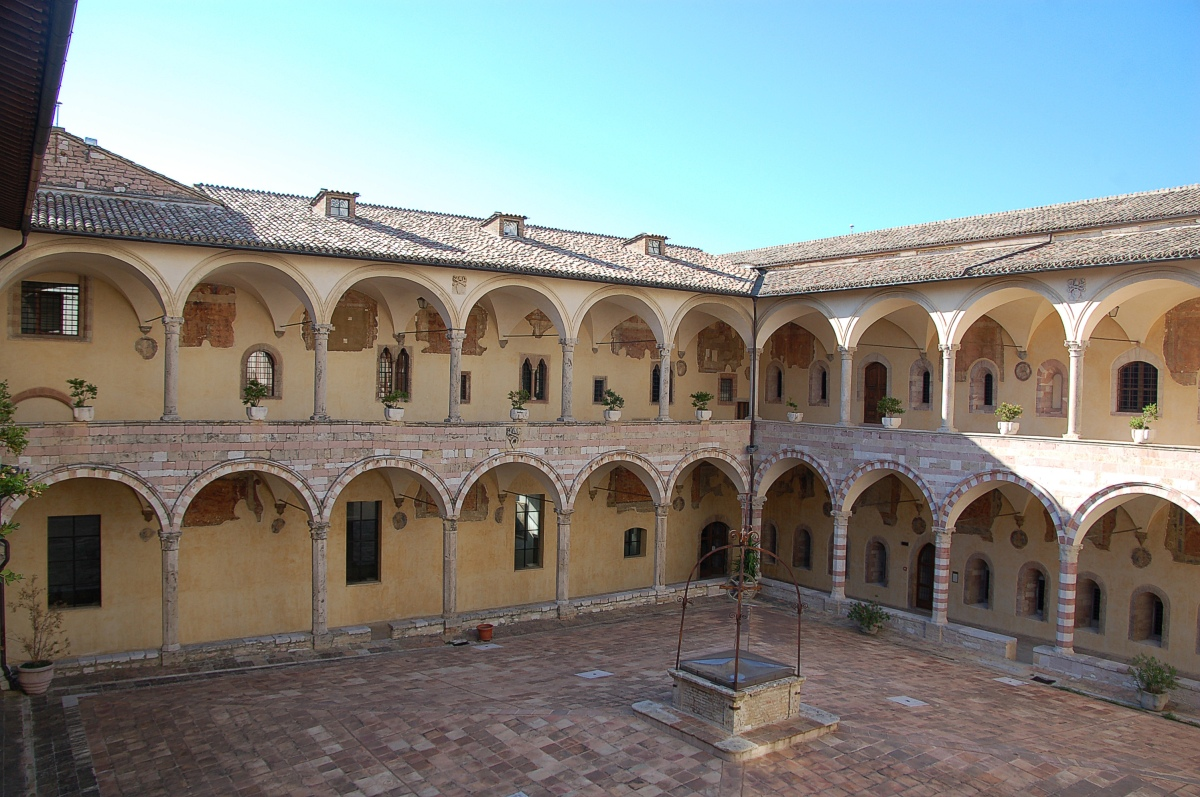
Cloître de Sixte IV (côtés ouest et nord).
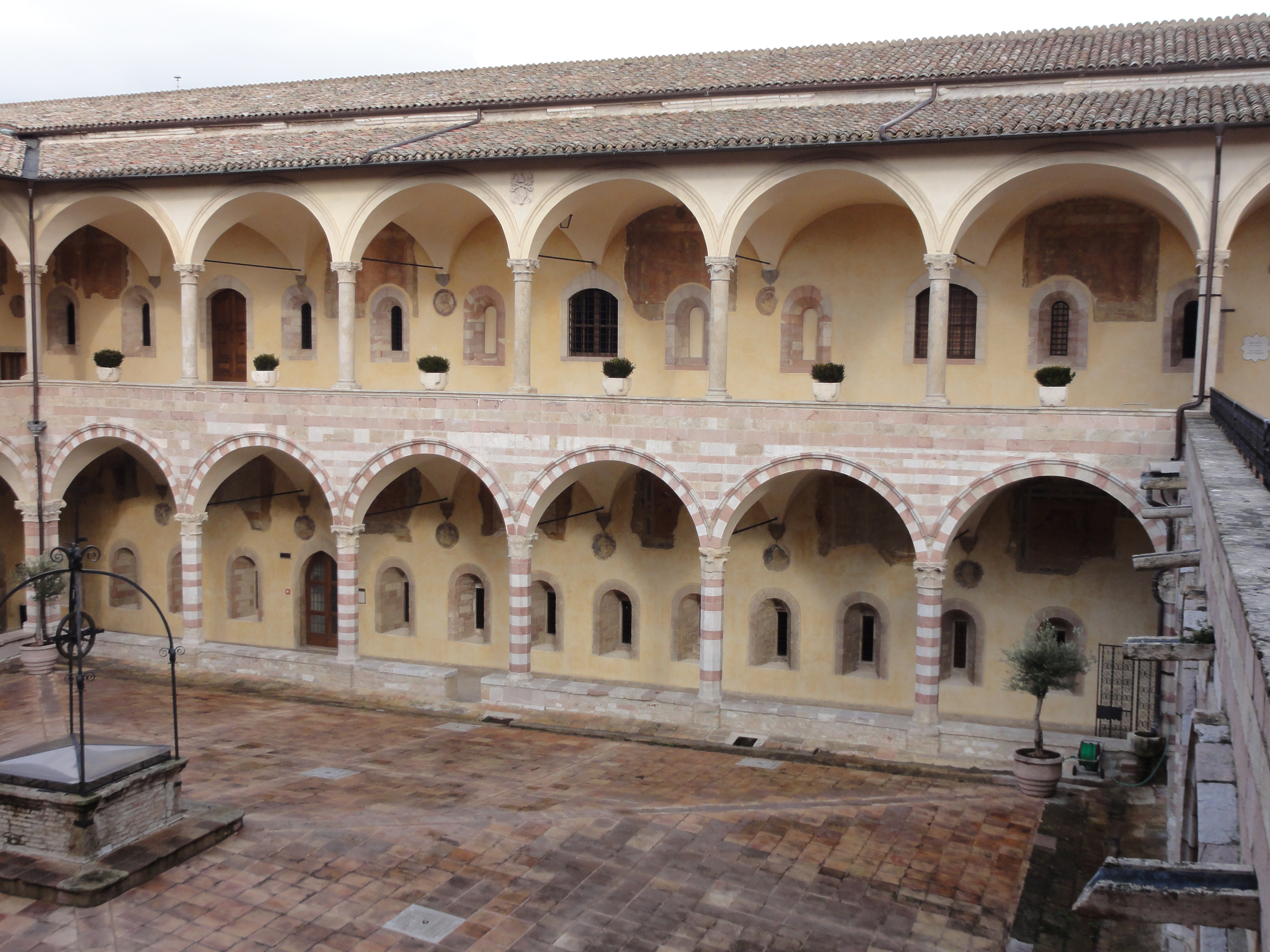
Cloître de Sixte IV avec, sur les deux ordres, les fenêtres romanes de l'ancien édifice (XIIIe siècle) et ce qui reste des fresques du XVIe siècle de Dono Doni et de son fils Lorenzo.
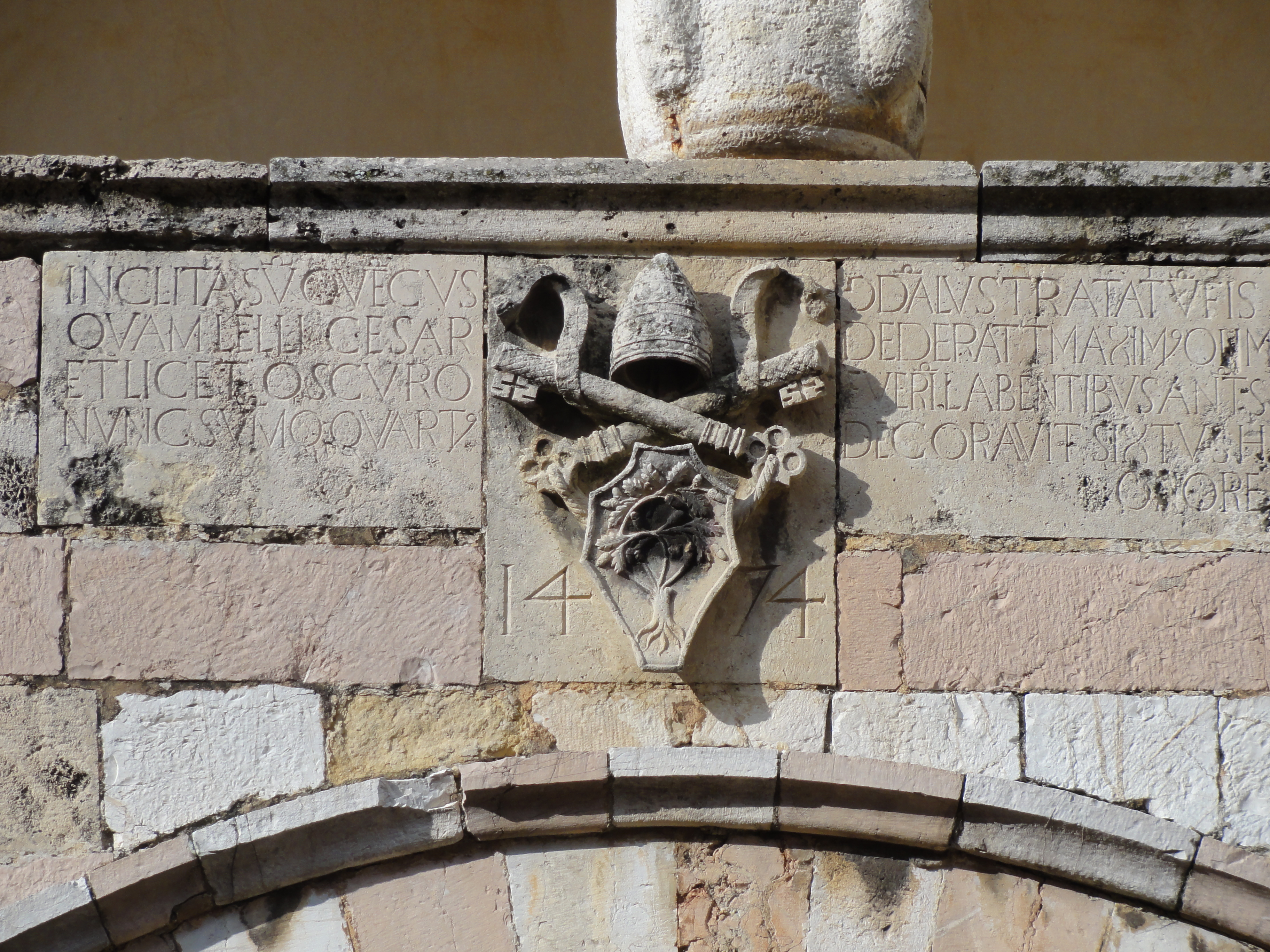
Cloître de Sixte IV, détail du côté est avec les armoiries  du pape Francesco della Rovere et l'inscription avec la date 1474.
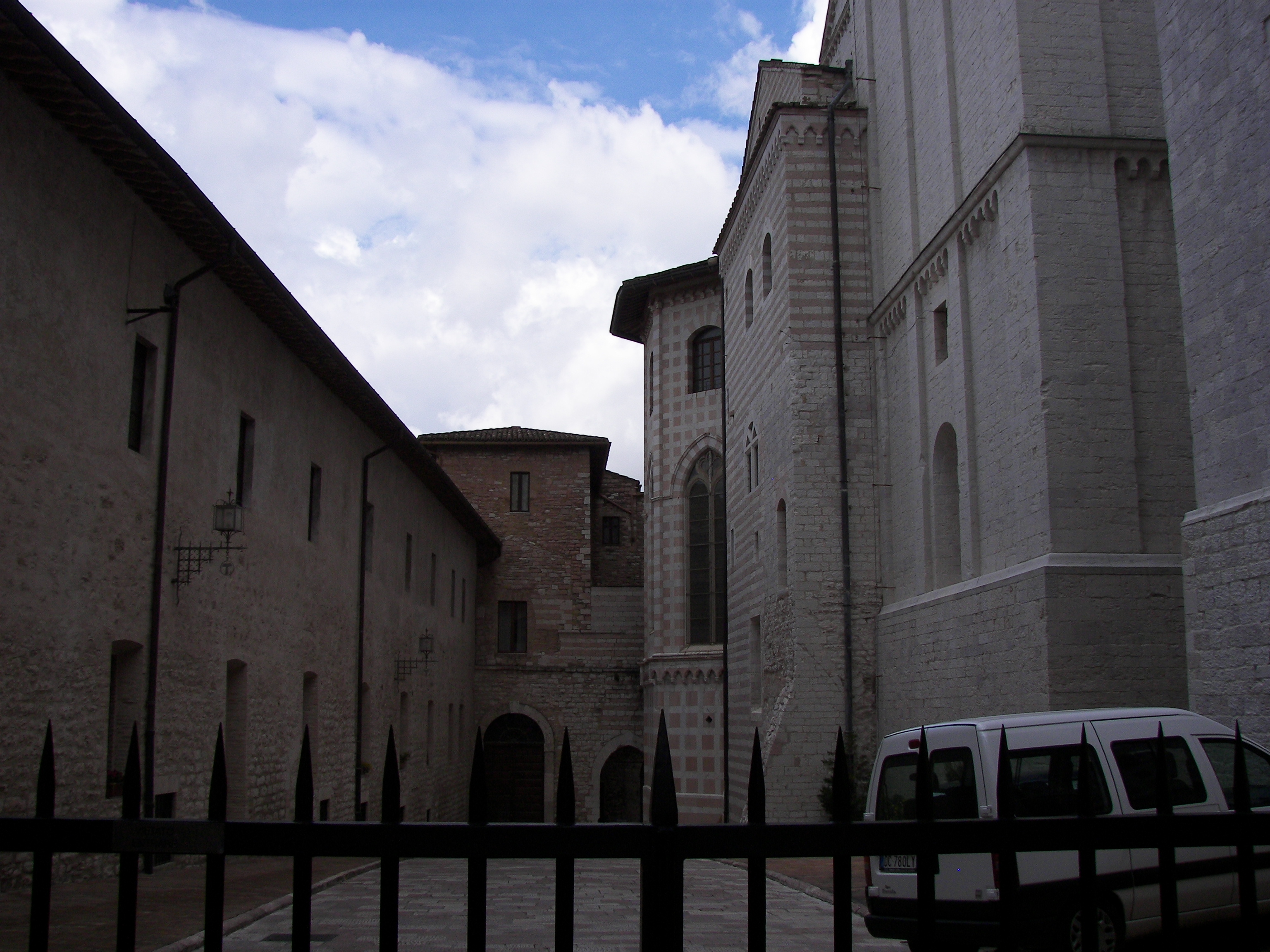
Cour d'entrée à l'Est.
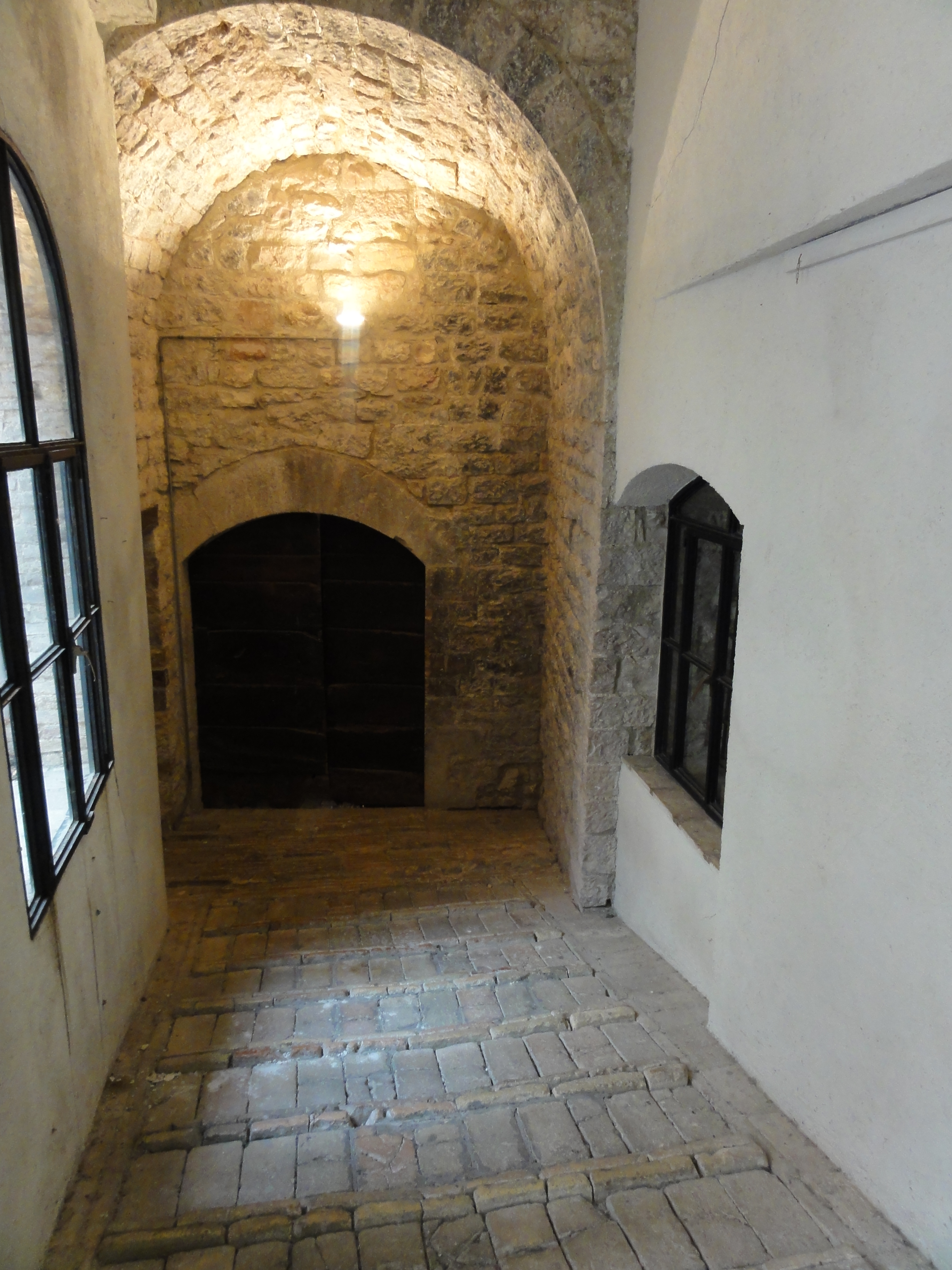
Accès à la dite chapelle du frère Élie, l'une des salles du couvent du XIIIe siècle.

## Éléments décoratifs

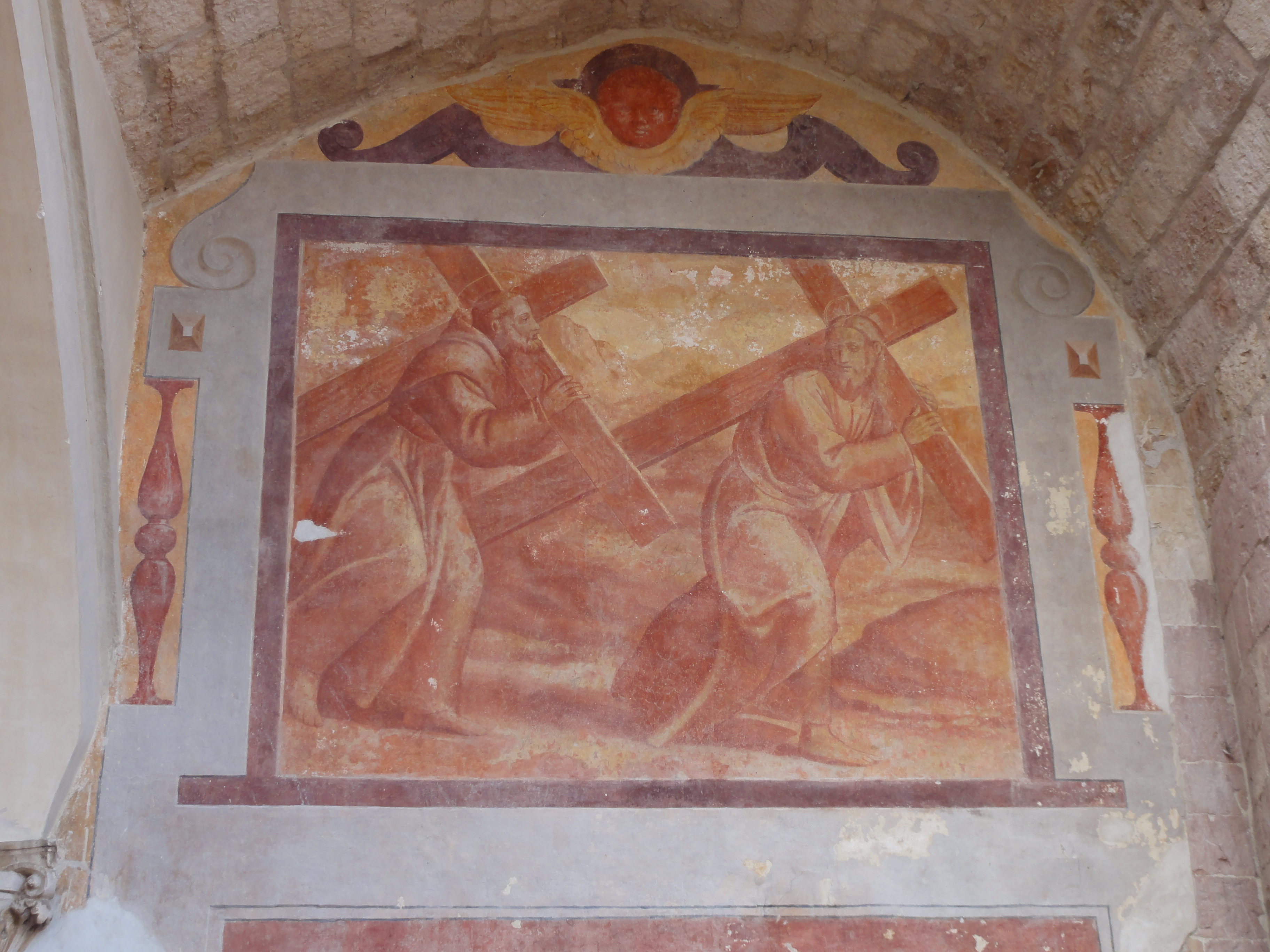
La sequela di Francesco, fresque de Dono Doni de 1564, au-dessus de la porte nord qui mène de la terrasse absidale à l'étage supérieur du cloître de Sixte IV jusqu'à la basilique inférieure.

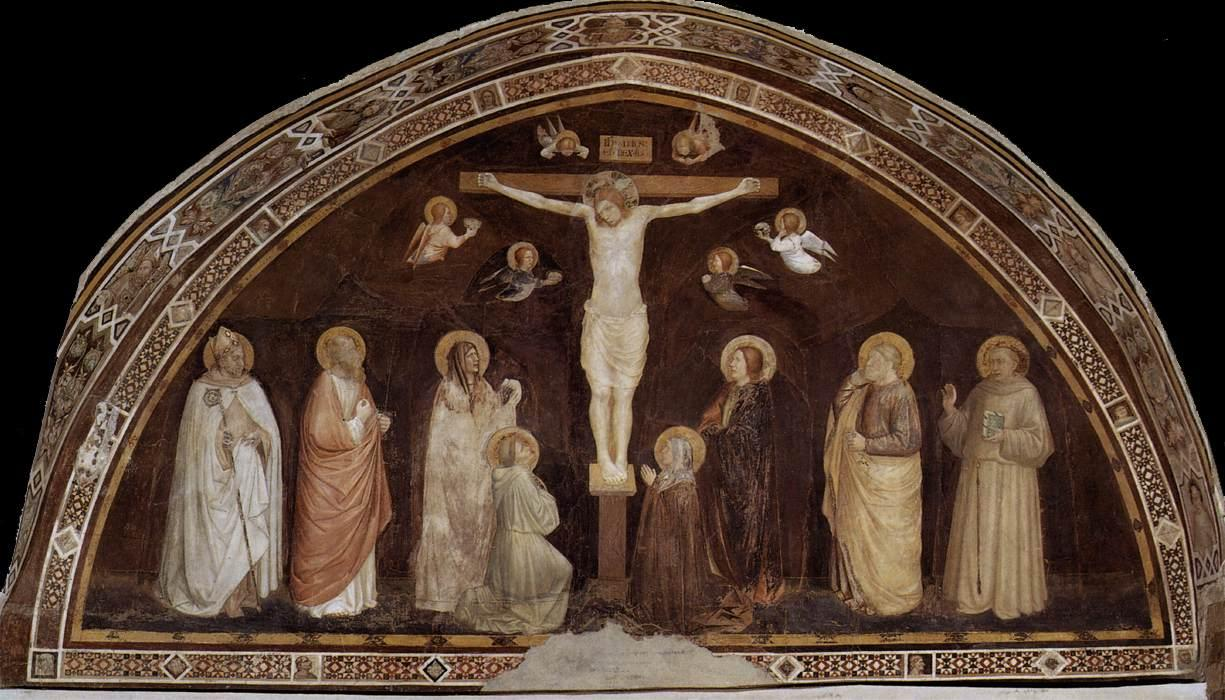
Puccio Capanna, Crucifixion, salle capitulaire.

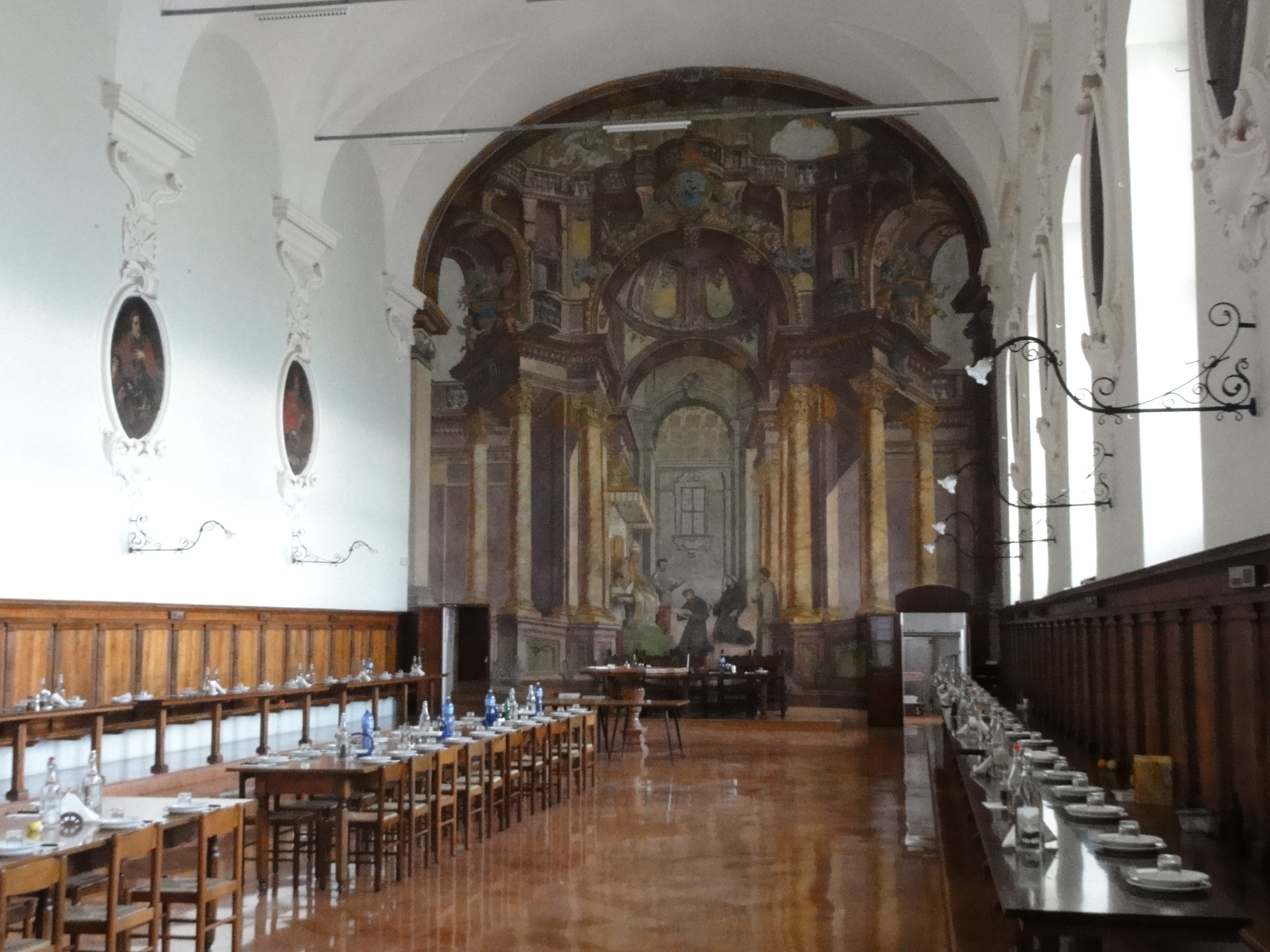
Grand réfectoire, Confirmation de la règle (1760), fresque de Pietro Carattoli.

Contrairement à la basilique attenante, le couvent ne possède pas - à quelques exceptions près - d'objets de type décoratif. Dans les environnements primitifs réduits à l'essentiel (encore aujourd'hui appelés « du frère Élie »), le chapiteau de la colonne au centre de la salle capitulaire fait exception, ce qui peut être justifié par le fait que cet élément est intégré au palais « papal » à l'époque d'Innocent IV. Au niveau architectural, certains éléments décoratifs commencent à apparaître au XVe siècle dans le portique (appelé « il calce », « la chaux »), sur le côté sud du grand réfectoire, et dans le cloître de l'abside qui est rénové sur ordre de Sixte IV, dont il porte toujours le nom.
Le Christ crucifié avec des anges et des saints est peint à fresque dans la salle capitulaire par Puccio Capanna vers 1330. Il ne reste que quelques traces dans les archives du tableau du réfectoire de Fra Martino di Assisi pour lequel, le 17 mai 1344, il reçoit 15 onces de couleur bleue,. Dans le cloître de Sixte IV, Dono Doni d'Assise, avec son fils Lorenzo, crée en 1564 des fresques monochromes avec des épisodes de la vie de saint François et de sainte Claire et, parmi les peintures, des tondi avec le portrait de frères mineurs illustres. Les portraits ont été placés dans le couloir du dortoir supérieur.. Le même Dono Doni réalise pour le réfectoire d'hiver une Cène (datée de 1573) et, dans le « grand » réfectoire, un grand crucifix avec, en arrière-plan, Jérusalem et le Sacro Convento d'Assise. Cet ouvrage est remplacé en 1760 par la fausse architecture avec la scène de la Confirmation de la règle par Pietro Carattoli qui conçoit également la décoration en stuc, réalisée par Vincenzo Cenci de Foligno.
Entre les deux ailes du bâtiment sud, au rez-de-chaussée, entre le « grand » réfectoire et le dortoir, subsiste le décor du XVIIIe siècle de ce qui était probablement la chapelle des novices où la présence du portrait de saint Joseph de Cupertino, béatifié en 1753 et canonisé en 1767, présente la mention ad quem permettant une datation. Dans le même bâtiment sud, des écus avec des images sacrées (Jésus, Marie, saint Joseph et des saints franciscains) au-dessus des portes d'entrée des « cellules » de l'ancienne infirmerie, maintenant un dortoir inférieur, datent de la même époque. Après l'élection en 1769 du franciscain Clément XIV, l'entrée ogivale du « grand réfectoire » est décorée des armoiries du pape et des allégories de la Paix et de la Justice.

## Œuvres d'art
- Cène (1717), toile de Francesco Solimena sur le mur ouest du « grand  réfectoire », commandée par le ministre général Andrea Borghesi[36].
- Beato Bonaventura da Potenza, (1776)[37].
- Extase de saint Joseph de Copertino vers 1753-1767, toile d'Andrea Benedetto Fornioni.
- Martyre de sainte Ursule (fin XVIe début XVIIe siècle) de Giovanni Battista Trotti[36].
- Histoire de saint François  (début XVIIIe siècle), quatre toiles de Giuseppe Nicola Nasini.
- Immaculée Conception (1808), peinture sur toile d'Andrea Pozzi.
- Pie VII et Pie IX (1855), statues en marbre blanc de Francesco Gianfredi, don du pape Pie IX (qui fut un tertiaire franciscain) lors de son séjour au Sacro Convento les 7 et 8 mai 1857[30]. Placées à l'origine sur les côtés de l'escalier menant au tombeau du saint, elles sont maintenant situées dans l'ordre inférieur du cloître de Sixte IV, près du mur est.
- Huit bas-reliefs en terre cuite du XIXe siècle de Francesco Gianfredi représentant l'histoire du corps de saint François depuis sa mort, en passant par son enterrement dans la basilique qui lui a été dédiée, jusqu'à la découverte du tombeau de 1818 et sa gloire parmi les saints des trois ordres qu'il a fondés. Initialement placés comme ornement de la tombe du saint, ils sont maintenant placés dans le hall d'entrée du couvent.
- Rencontre de François avec Dame Pauvreté  (vers 1926), bas-relief de l'artiste turinois Stefano Vigna réalisé pour le septième centenaire de la mort de saint François. La scène s'inspire du chant IX du Paradis de Dante ; le pape Innocent III y est représenté[38].
- Saint François (années 1920), bas-relief du frère Luigi Sapia.

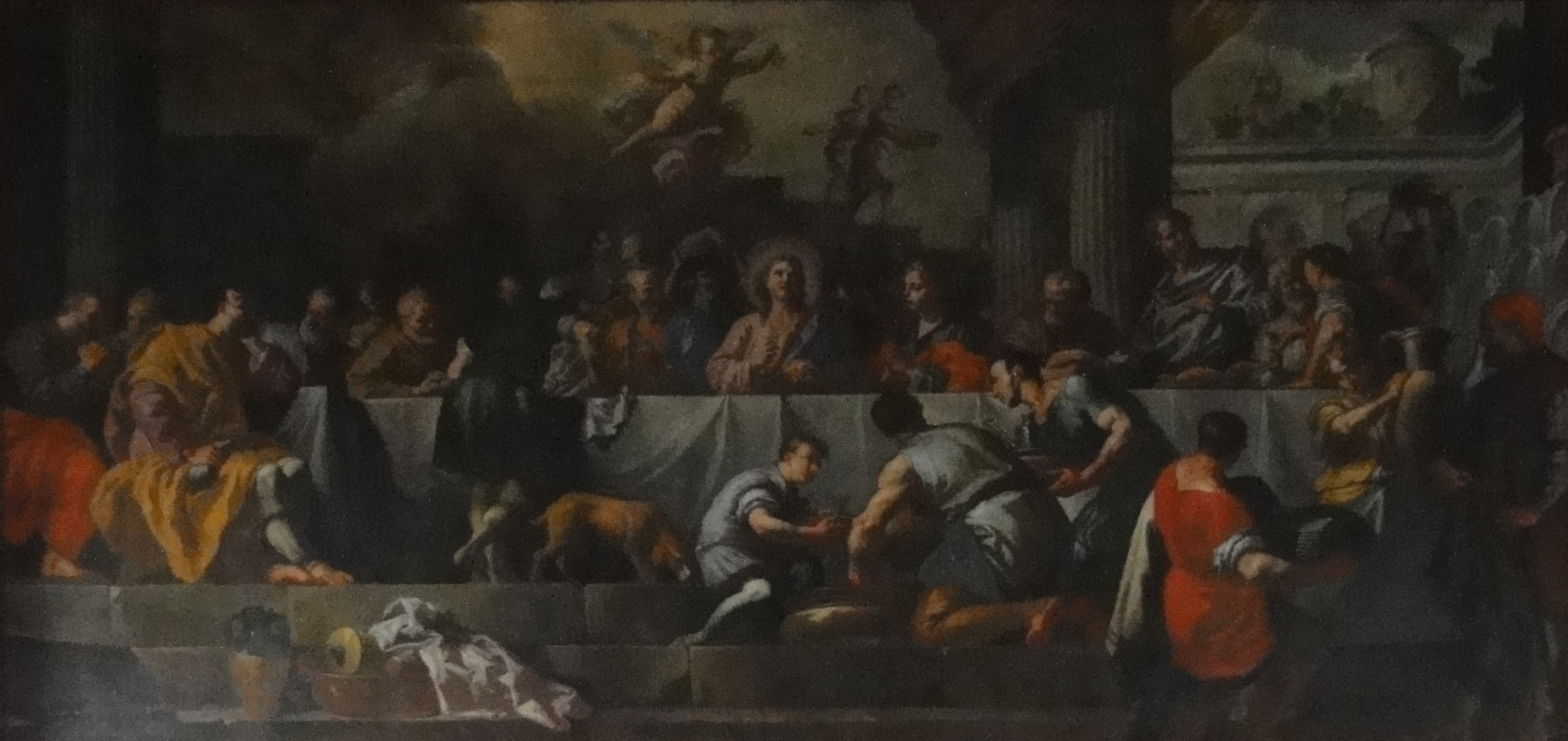
Toile de Francesco Solimena (1717) sur le côté ouest du « grand  réfectoire ».
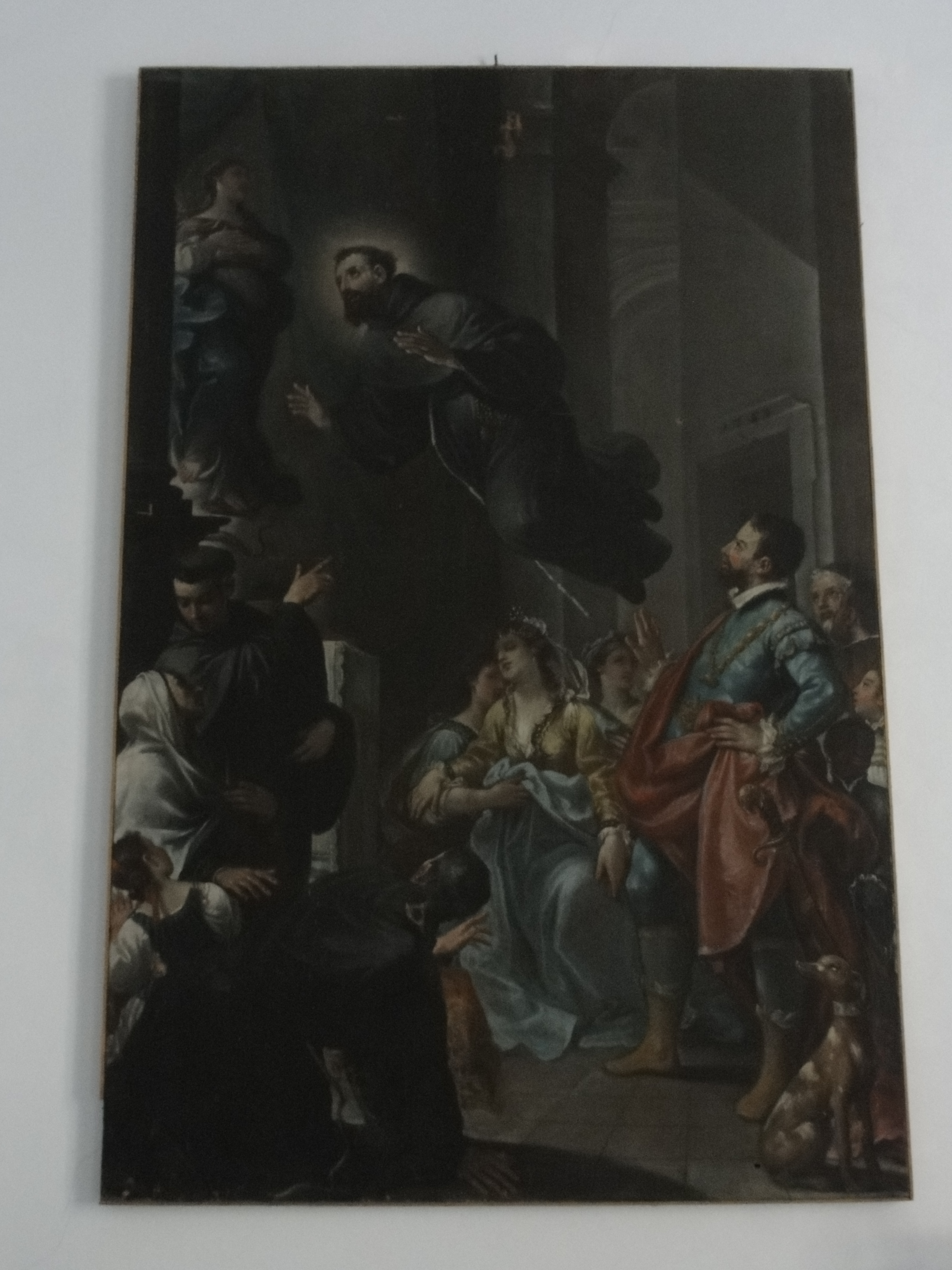
Extase de saint Joseph de Copertino, toile d'Andrea Benedetto Fornioni d'Imola.
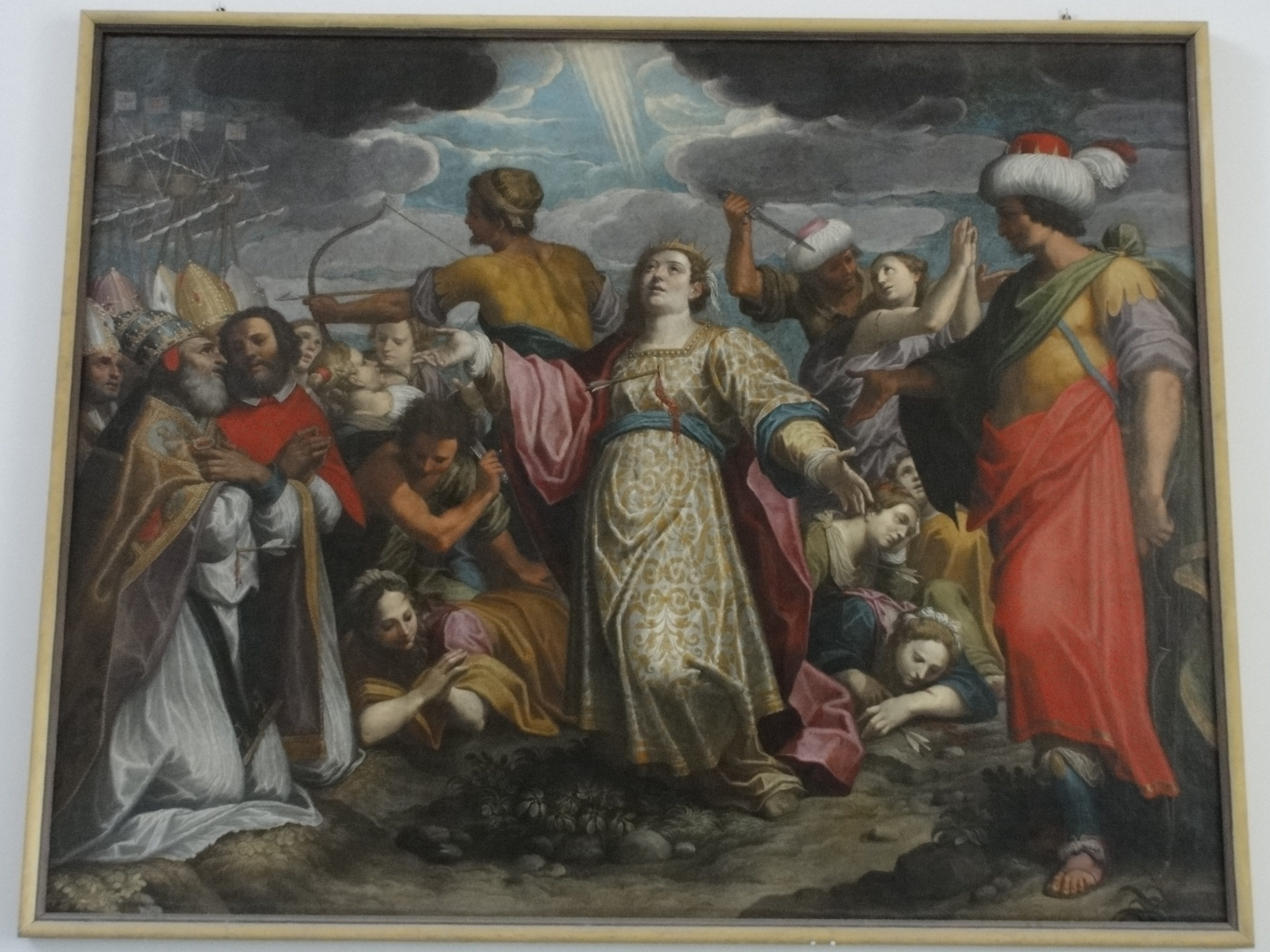
Martyre de sainte Ursule, peinture sur toile de Giovanni Battista Trotti, connu sous le nom de Malosso (1555-1619), anciennement dans l'église inférieure de la basilique Saint-François.
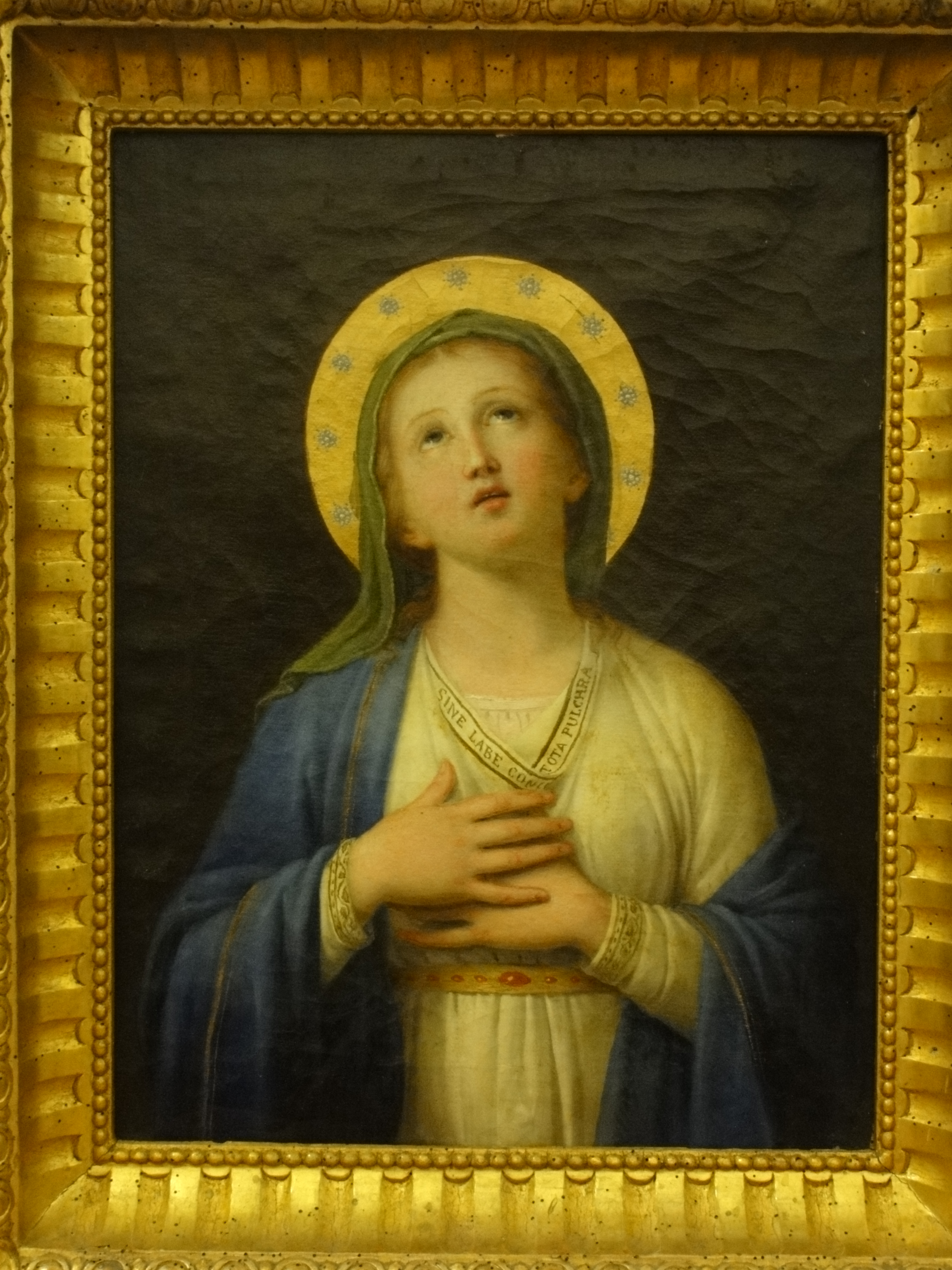
Immaculée Conception (XVIIIe siècle), peinte sur toile par Andrea Pozzi.
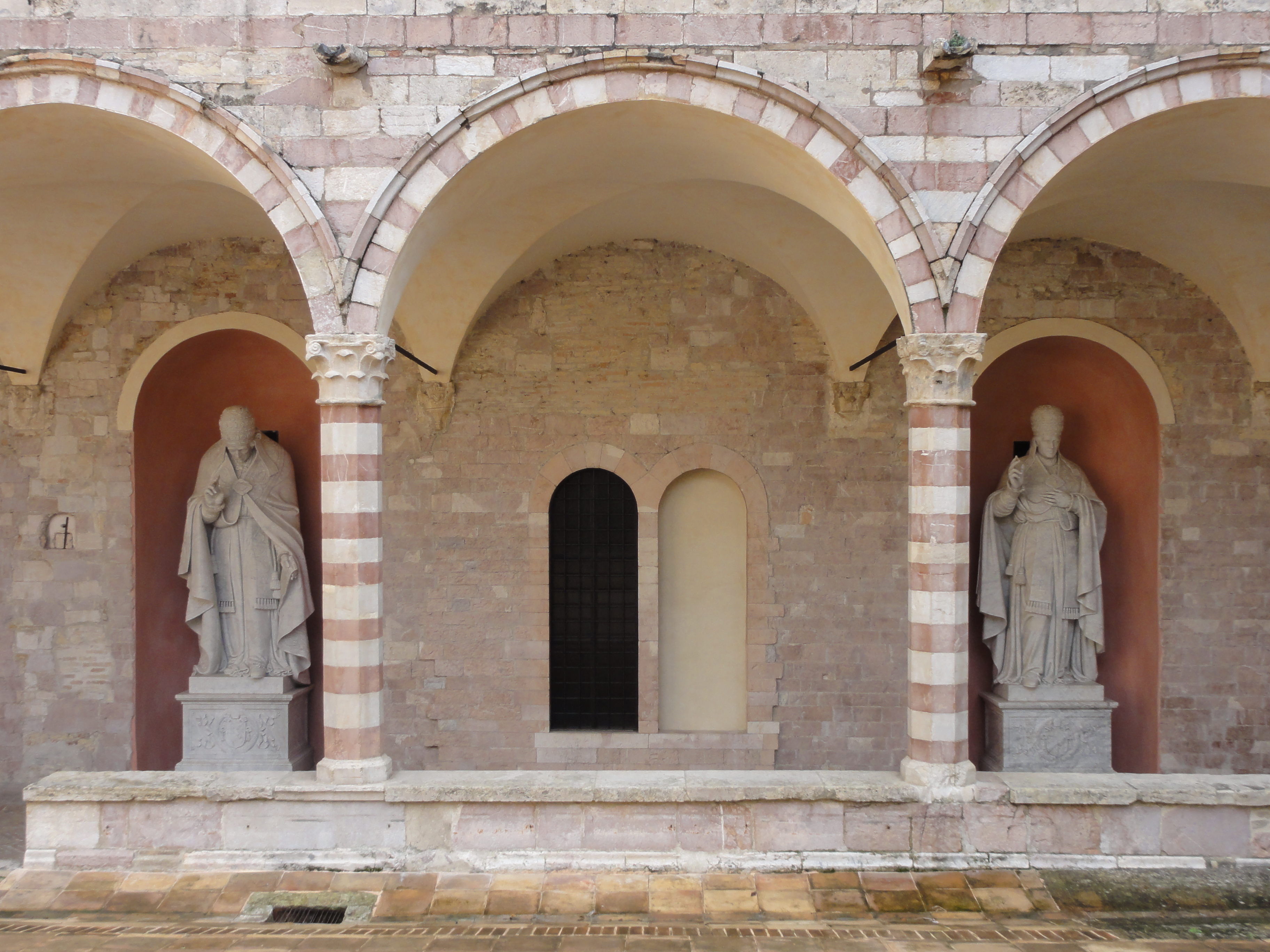
Cloître de Sixte IV (côté est), statues de Pie VII et Pie IX de Francesco Gianfredi (1855).
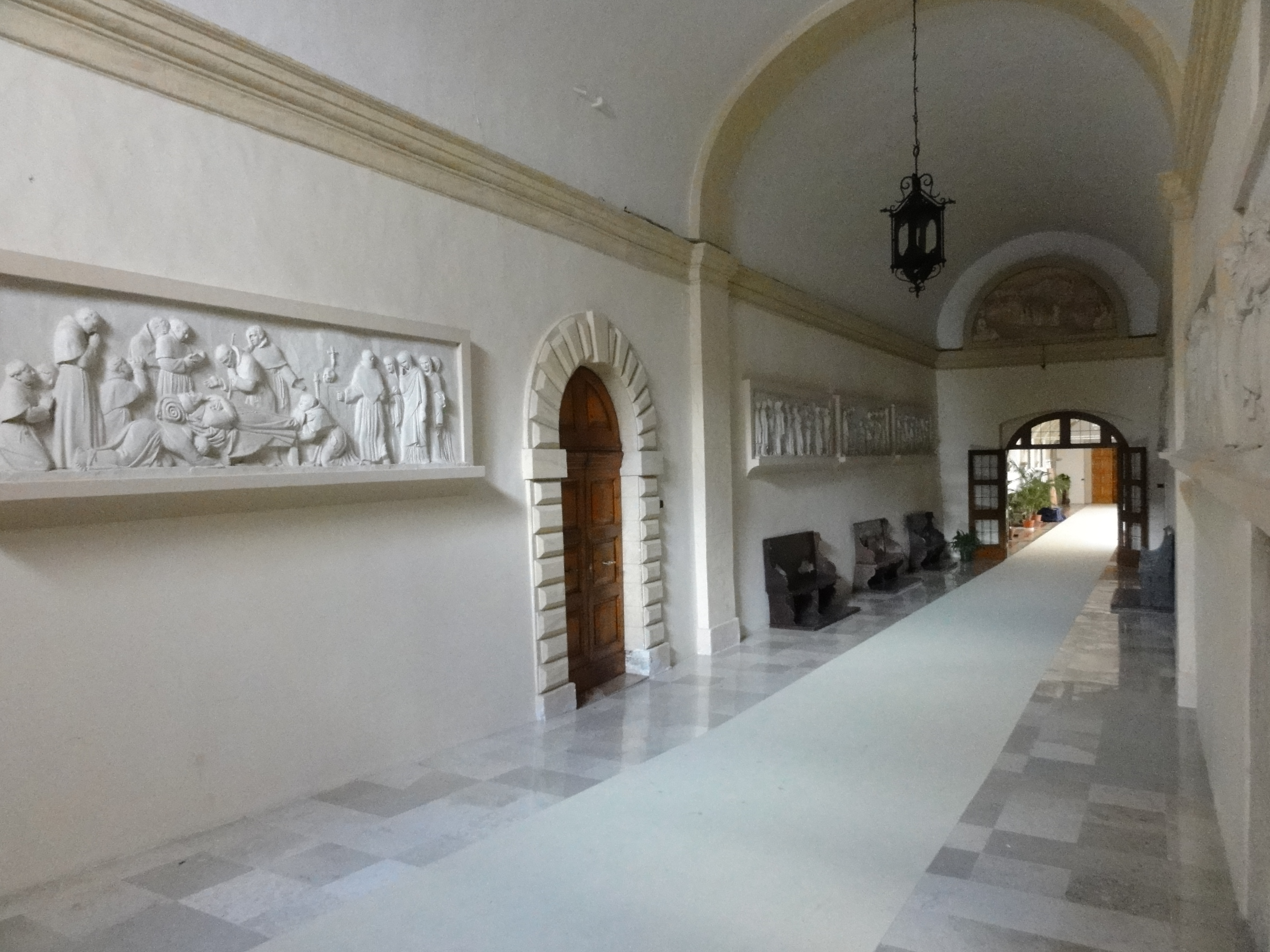
Hall d'entrée, bas-reliefs de Francesco Gianfredi (1824).

## Configuration canonique
La législation de l'Ordre reconnaît au Sacro Conveto « une très haute dignité, puisque le sanctuaire remarquable, dans lequel repose le Père Séraphique, est confié à sa garde ». Il est un centre de la spiritualité de l'Ordre. Celui-ci en assure la gestion par le biais de la « Custodie générale du Sacro Convento de saint François à Assise », établie par le Chapitre général de 1972, dont la mission et l'organisation particulières sont définies par un « statut particulier » prévu par les Constitutions. Confiée au soin du ministre général, la Custodie se prévaut de la collaboration effective de toutes les juridictions de l'Ordre et, « de manière ordinaire », est régie par le « Custode Général », nommé par le gouvernement de l'Ordre , assisté de quatre assistants qui constituent son « Definitorio ».
Avec la promulgation du motu proprio du pape Benoît XVI Totius orbis du 9 novembre 2005, l'activité pastorale menée dans le Sacro Convento (comme celle de la basilique) est soumise à l'autorité de l'évêque d'Assise-Nocera Umbra -Gualdo Tadino et est régie par le droit canonique.
Une coutume ancienne veut que le religieux supérieur du Sacro Convento d'Assise soit appelé « Custode », terme que saint François « impose » aux supérieurs des couvents de son Ordre. Dans un document daté du 27 mai 1239, le frère Élie de Cortone est indiqué comme dominus et custos de l'église Saint-François d'Assise.
Avec la création en 1972 de la « Custodie générale du Sacro Convento », juridiction de l'Ordre assimilé à une Province, le Custode du Sacro Convento prend le titre de « Custode Générale » avec la qualification canonique ordinaire. Conformément à la législation du même arrêté, le « Custode Général » est nommé par le ministre général avec son « Definitorio » pour un mandat de quatre ans (jusqu'en 1996 pour une période de trois ans) et pour un maximum de deux mandats consécutifs (trois jusqu'en 2019).

## Activités

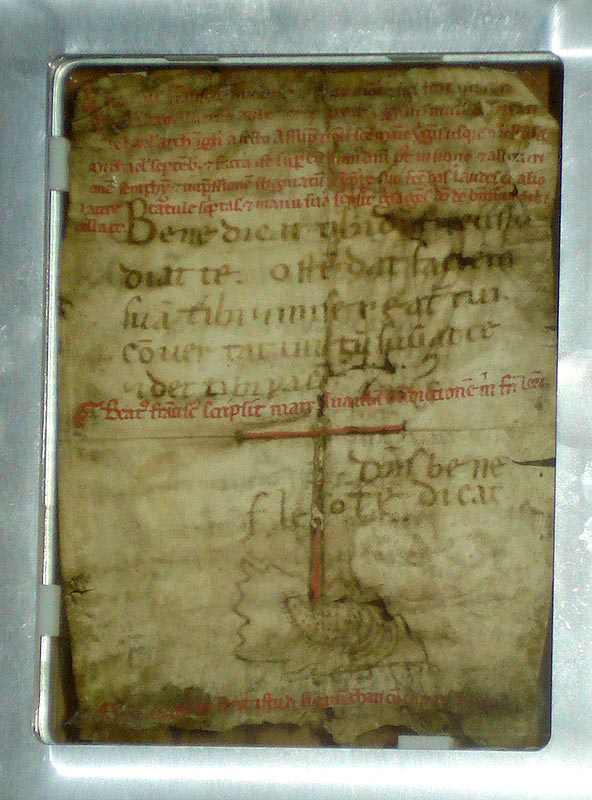
Manuscrit de saint François conservé au Musée du Trésor.

Les activités suivantes, situées dans le Sacro Convento, sont directement gérées par le « Custode Général » :
- Archives musicales de la basilique et du Sacro Convento ;
- Archives historiques de la basilique et du Sacro Convento ;
- Bibliothèque du Sacro Convento abritant l'ancien fonds de la bibliothèque municipale d'Assise et la bibliothèque de la Société internationale d'études franciscaines (SISF) ;
- Chapelle musicale de la basilique Saint-François ;
- Maison d'édition franciscaine d'Assise (CEFA) ;
- Musée du Trésor, fusionné avec Collection Perkins ;
- Magazine San Francesco patrono d'Italia.

Depuis sa fondation, le Sacro Convento abrite l'Institut Théologique d'Assise (ITA), dont la Custodie est le sponsor et l'Institut Supérieur des Sciences Religieuses d'Assise (ISSRA).

## Lieu de dialogue et de prière interreligieux
À partir de 1986 ont lieu, dans le couvent et dans la ville d'Assise, les rencontres d'Assise. La première, le 27 octobre 1986, est organisée à l'initiative du pape Jean-Paul II et rassemble des responsables de nombreuses religions.
Le 3 octobre 2020, le pape François se rend au Sacro Convento pour y prier, célébrer une messe près du tombeau de François d'Assise, et pour y signer sa troisième encyclique, Fratelli tutti, qui porte sur la fraternité humaine.

## Le Sacro Convento dans l'art, la littérature, le cinéma

### Peinture
La ville d'Assise, avec la façade sud du complexe de la basilique et du Sacro Convento, est représentée dans la Bannière de la peste, tempera sur toile de Nicolò di Liberatore, connue sous le nom de l'Alunno (vers1470), autrefois dans la chapelle Saint-Louis de l'église inférieure de la basilique Saint-François, maintenant au Priesterhaus de Kevelaer (Allemagne).

### Cinéma
Certaines scènes des films suivants ont été tournées à l'intérieur du Sacro Convento :
- François et le Chemin du soleil de 1972, réalisé par Franco Zeffirelli.
- The Assisi Underground en 1985, réalisé par Alexander Ramat.

## Autres lieux annexes

### Cloître des morts

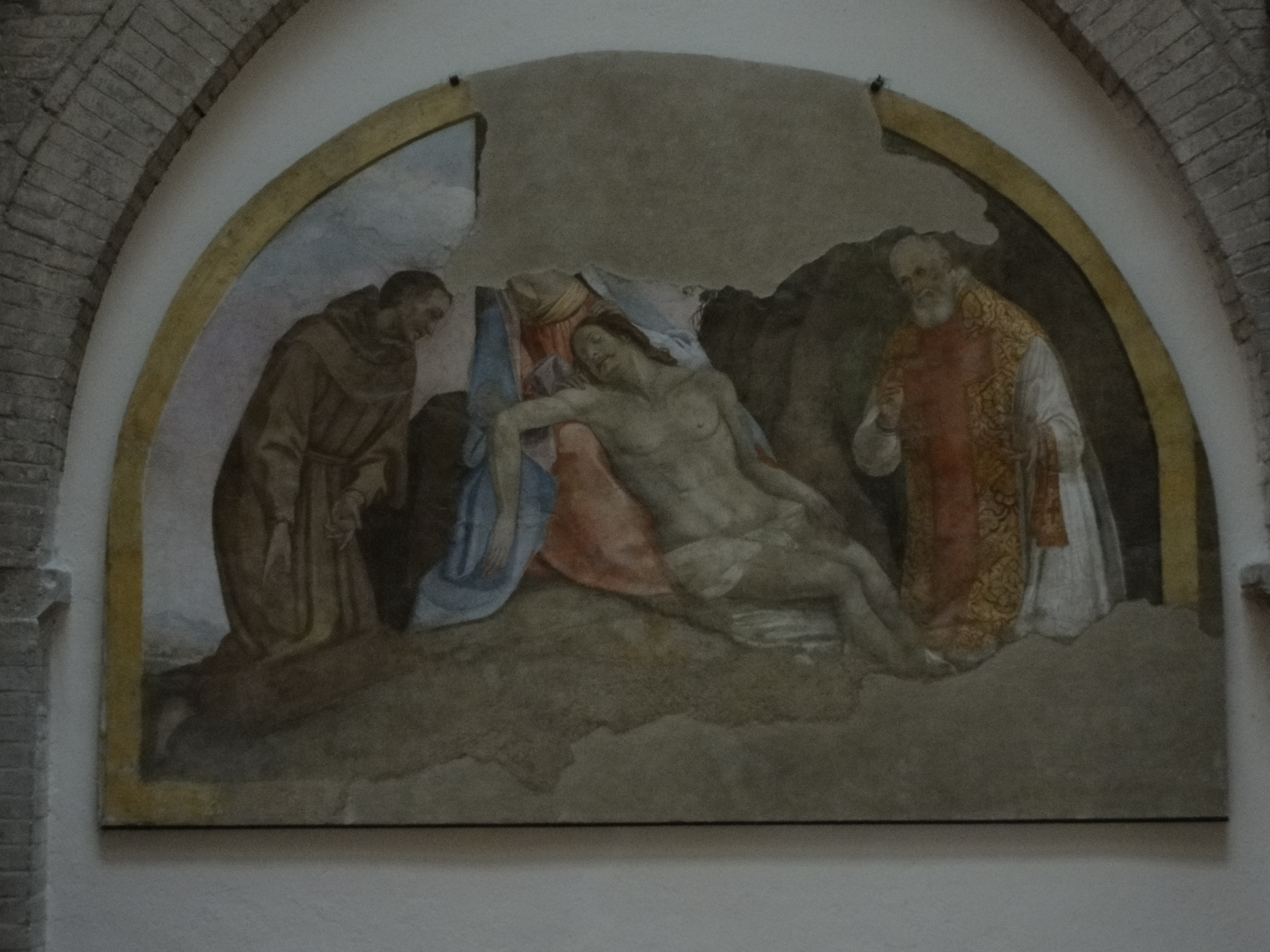
Pietà avec les saints François et Philippe Neri, fragment d'une fresque de Cesare Sermei.

Le cloître des morts s'élève au nord-est du complexe, au niveau de l'église inférieure, à proximité des  « murs urbains » qui délimitent la place supérieure. À l'Ouest se trouve le dit « jardin des novices » (ou « jardin papal ») en raison de sa contiguïté avec le palais destiné d'abord à être la résidence papale, puis devenu noviciat. La plus ancienne tombe porte la date de 1295, suivie d'autres sur le côté sud allant de 1300 à 1330. Sa première mention dans les archives date de 1319 et se réfère à un enterrement au « cimetière ecclesie beati Francisci ». Une note de frais datée de 1378 fait référence au toit du cimetière, information suggérant qu'il était entouré d'un portique. 
Après la construction de la chapelle Sainte-Catherine, l'accès se fait à partir de la chapelle adjacente Antoine le Grand.  À l'initiative du ministre général Francesco Sansone, le quadriportique à double ordre de loggias est reconstruit dans la dernière décennie du XVe siècle par les maîtres lombards Pietro et Ambrogio,. Parmi les décorations picturales du cloître, de Cesare Sermei il reste une Pietà avec les saints François et Philippe Neri de Sermei, détachée et restaurée, peinte entre la quatrième et la cinquième décennie du XVIIe siècle. Une statue de Saint François se trouve dans la cour intérieure du cloître, datant de la deuxième décennie du XXe siècle, œuvre du frère Luigi Sapia.

### Oratoire Saint-Bernard
Un acte notarié daté de mai 1459 fait référence à la « chapelle S. Bernardini noviter construenda ». Construit par le Tiers-Ordre sur la place devant la basilique, il est démoli en 1647 à l'occasion de la rénovation de cet espace. La façade demeure, juste en face de l'entrée de l'église inférieure.
À l'intérieur, dans la salle désormais utilisée comme « bureau d'information », subsiste une fresque de l'Immaculée Conception entre les saints Bernard et François. Dans la sacristie inférieure, il reste une partie de la fresque que Tiberio d'Assisi, entre 1504 et 1511, a peint pour le même oratoire. Il représente la Vierge à l'Enfant avec sainte Anne et sur les côtés, à gauche, les saints Bernard et Sébastien et, à droite (mutilé), un autre saint, avec une barbe, dont il ne reste que le buste.

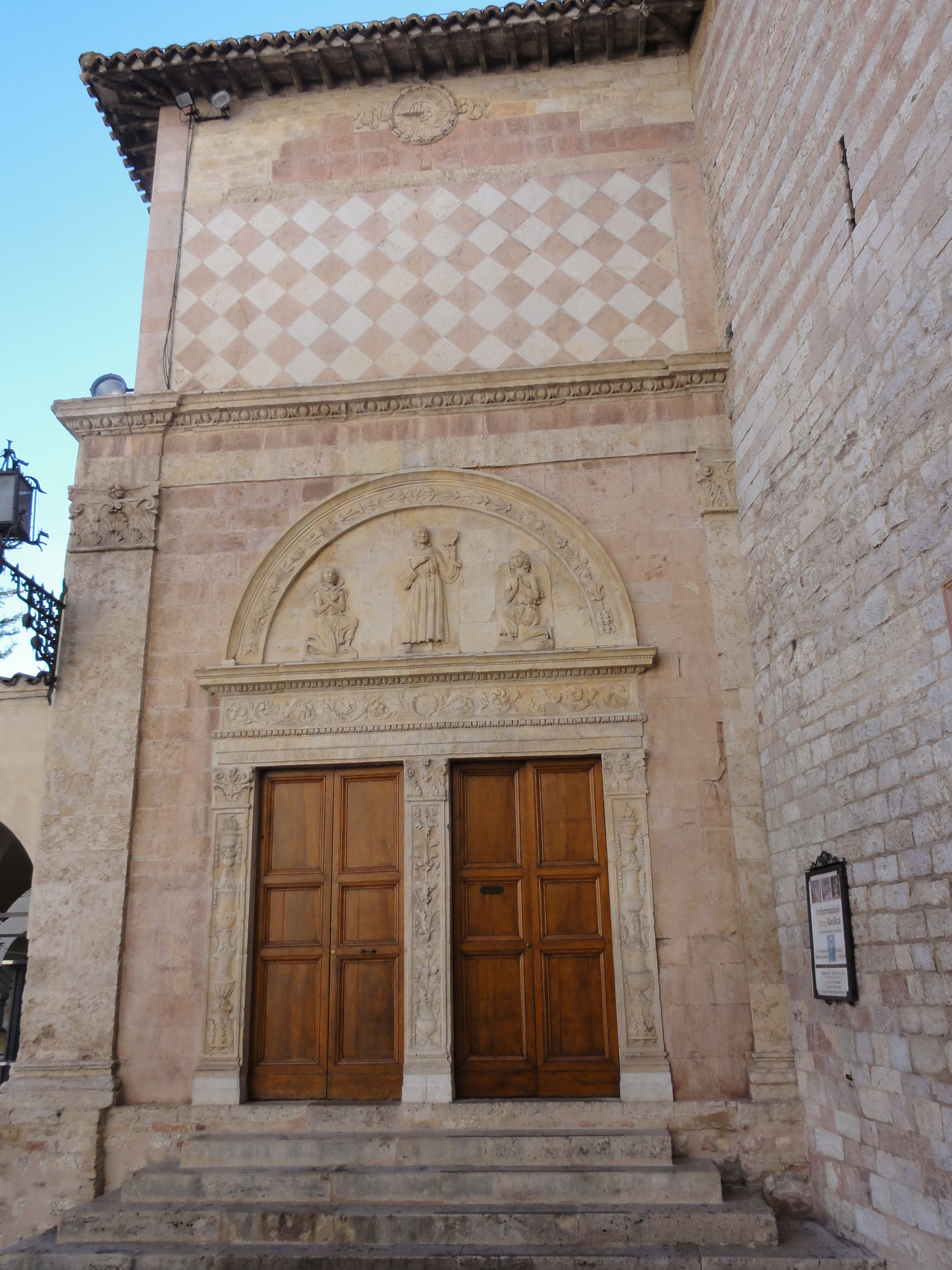
Oratoire Saint-Bernardin (seconde moitié du XVe siècle), façade.
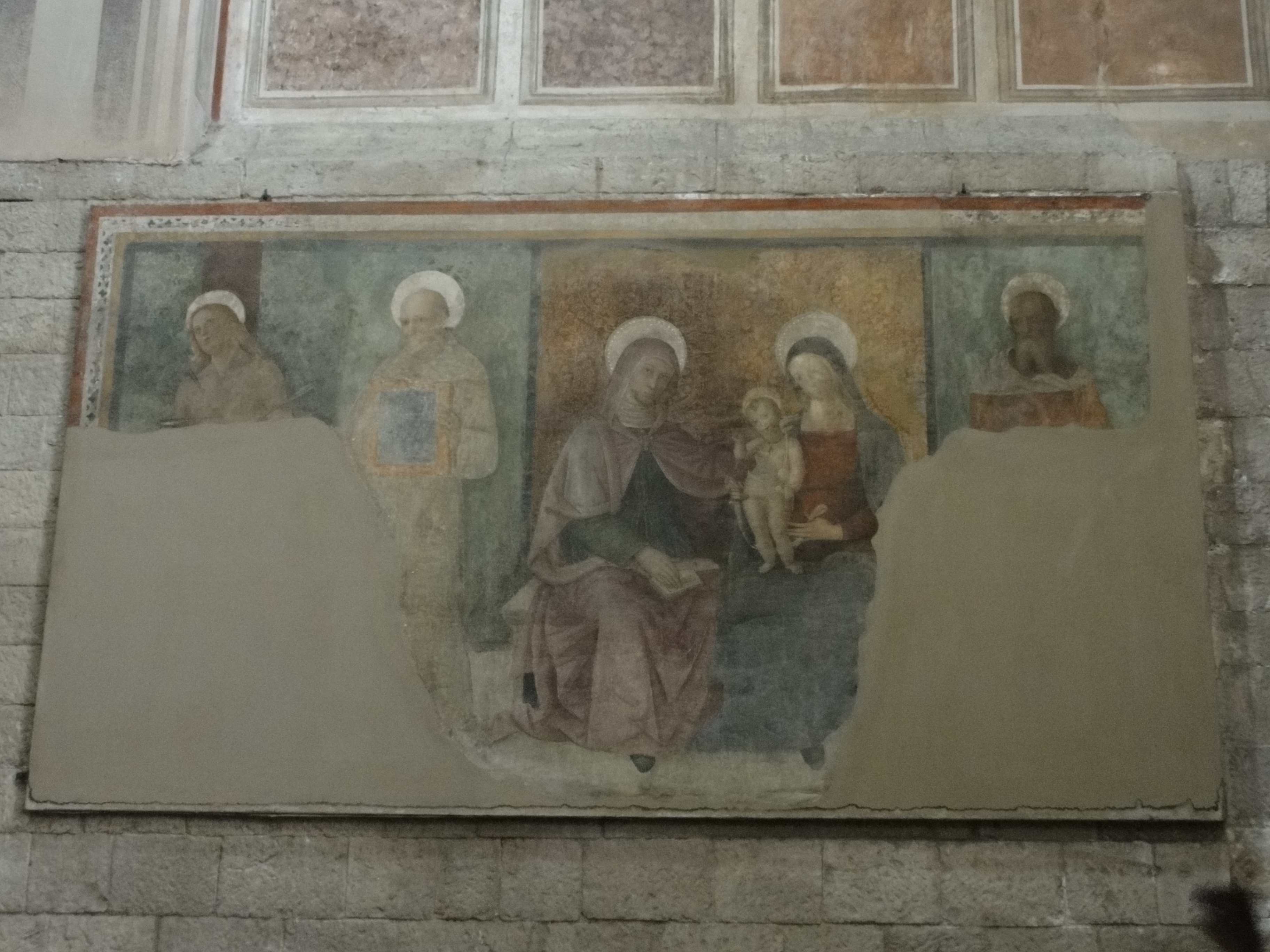
Église inférieure, sacristie, Vierge à l'Enfant avec sainte Anne et saints Bernardin et Sébastien et d'autres (environ 1504-1511), fragment de fresque de Tiberio d'Assisi, autrefois dans l'oratoire Saint-Bernard.
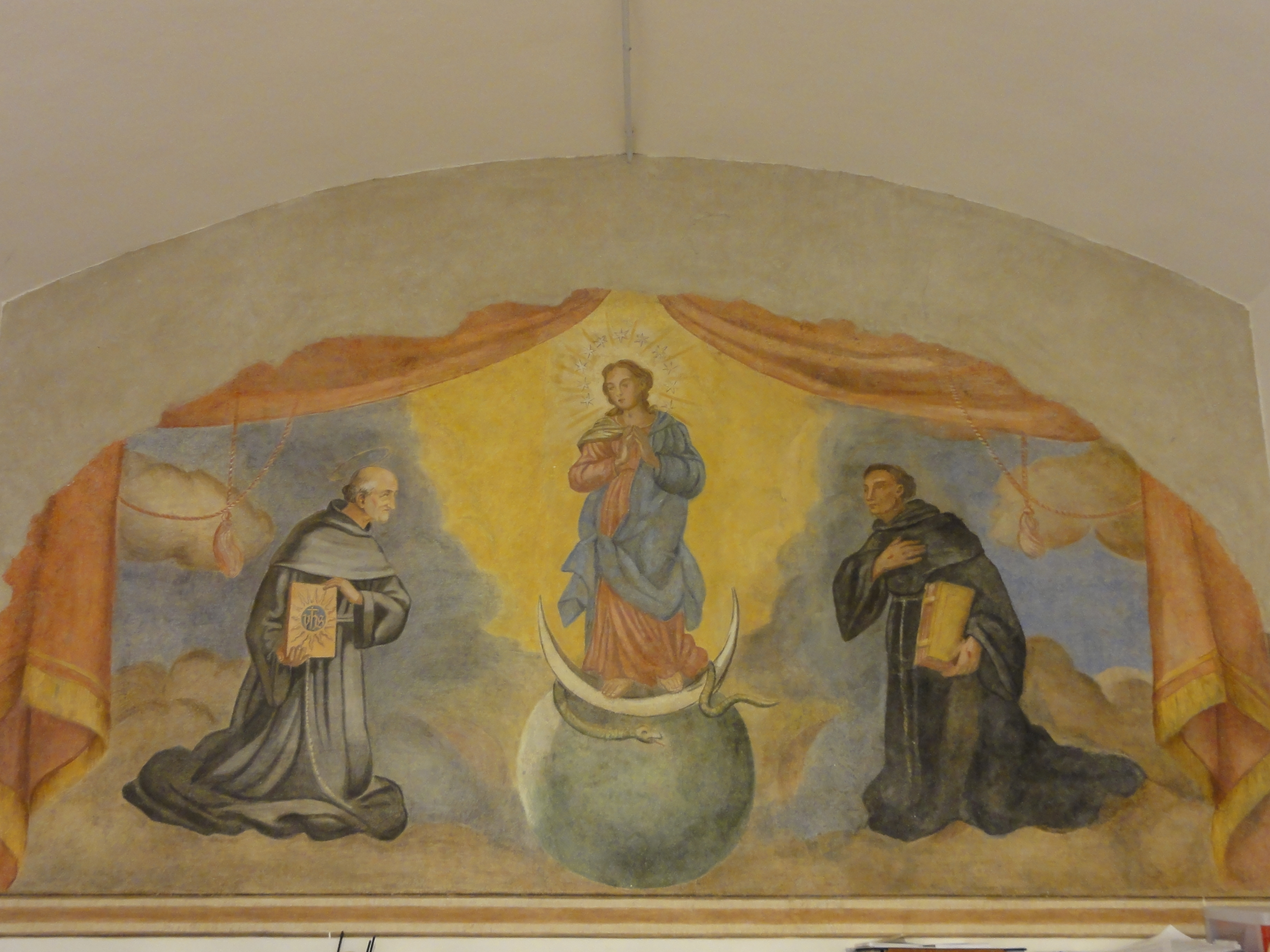
Immaculée Conception avec les saints Bernard et François, fresque dans la chapelle Saint-Bernard.

### Salle Norsa
Le bâtiment fait face à la basilique et a été restauré à l'initiative du frère mineur conventuel Emilio Norsa (1873-1919), qui a fondé la Scuola Davidico-Serafica dans le but de former les chanteurs du sanctuaire, afin d'y organiser des réunions liturgico-bibliohéco-musicales. Il abrite désormais la rédaction du magazine San Francesco patrono d'Italia et la salle de presse du Sacro Convento.

### Forêt et potagers
Le Sacro Convento est entouré au sud-ouest par un potager et une oliveraie, et au nord par de la forêt ancienne. Le côté sud est bordé par les murs médiévaux qui flanquent la dite « Piaggia di San Francesco » qui descend de la Porte Saint-François jusqu'à la route régionale 147 (Viale Giovanna di Savoia), autrefois Ponte San Vittorino. Au nord-est, le complexe est délimité par un mur construit le long du ruisseau Tescio. 
En adhérant à une initiative du Fondo Ambiente Italiano (FAI, le Fond Italien pour l'Environnement), la Custodie du Sacro Convento a permis, lors d'un accord signé le 28 janvier 2011, l'ouverture du tronçon de chemin qui, du côté nord de la partie supérieure de la place Saint-François, descend précisément à travers la forêt jusqu'au « Bosco di San Francesco » d'où il est alors possible d'atteindre l'ancienne église Santa Croce (XIIIe siècle), sur les rives du ruisseau Tescio. La route a été inaugurée le 11 septembre 2011.

## Dépendances
Avec la fondation de la basilique et la construction du couvent attenant, il était normal que le gouvernement de la communauté déménage sur le lieu de la tombe du fondateur. La communauté du Portioncule dépendait également du Sacro Convento qui, avec la montée du mouvement des Observants, commença à revendiquer sa propre autonomie, y compris administrative. Avec la bulle Licet ex debito du 3 décembre 1445, le pape Eugène IV confirme « à perpétuité » aux Observants le gouvernement du lieu et l'utilisation des offrandes qui y sont perçues. En 1517, devant l'impossibilité de réconcilier les différents courants de l'Ordre franciscain, le pape Léon X avec la bulle Ite vos, sépare définitivement les conventuels des frères mineurs, reconnaissant à ces derniers une primauté juridique et honoraire.

### Oratoire Saint-François-le-Petit
L'oratoire appelé «  Saint-François-le-Petit  » (San Francesco Piccolino), situé dans l'entrepôt de la maison de Pietro di Bernardone, à quelques pas de la Piazza del Comune et de la nouvelle église, construite en 1615 sur la maison paternelle du saint, est aussi confié à la communauté du Sacro Convento. La petite église, commandée par Piccardo, le neveu de François, possède à l'intérieur un arc ogival daté de 1281 et conserve des traces de fresques des XIIe – XVe siècle.

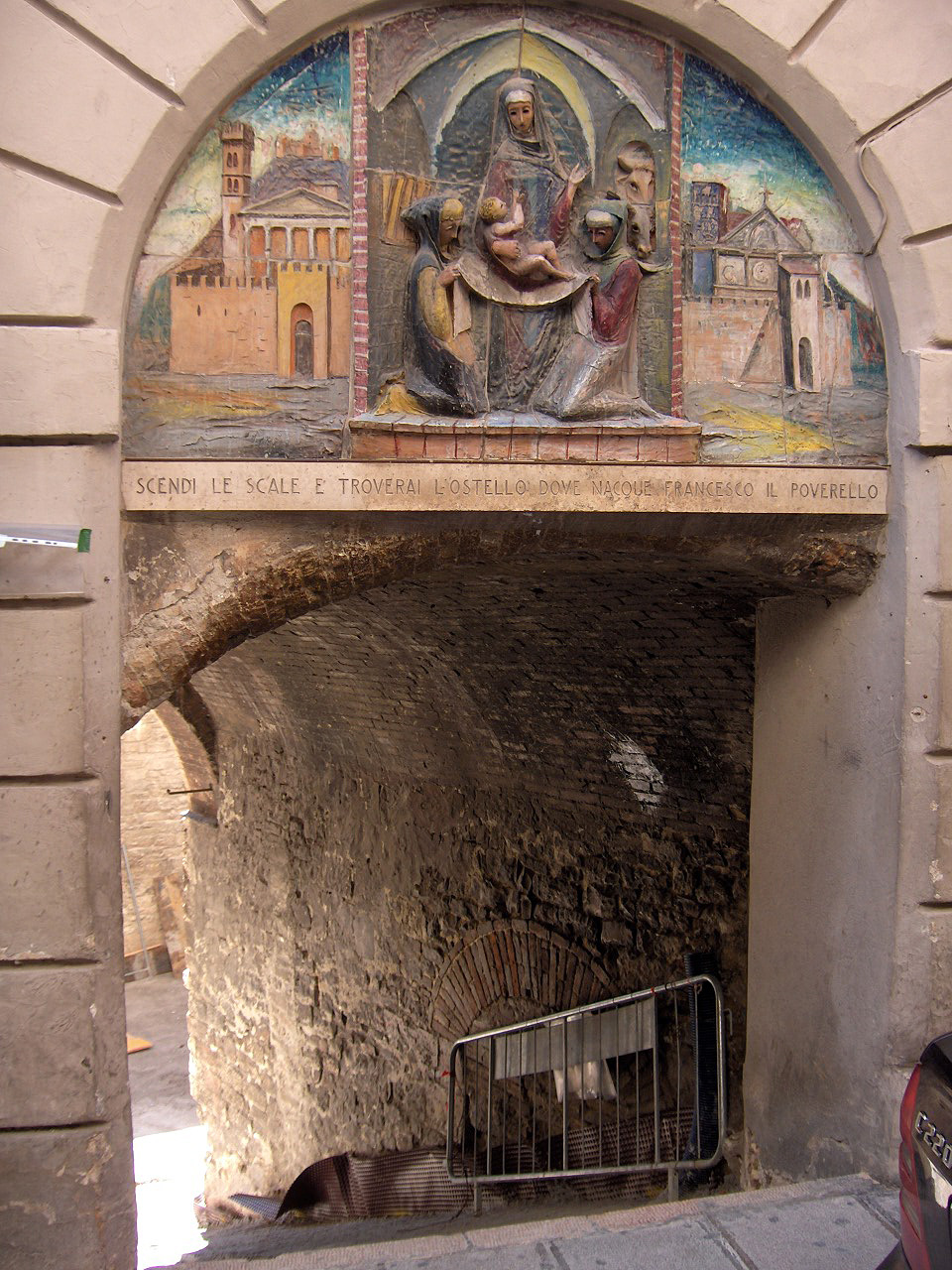
Escalier qui mène du Corso Mazzini à la petite place dominée par l'oratoire Saint-François-le-Petit, avec les céramiques illustrant la naissance de François.
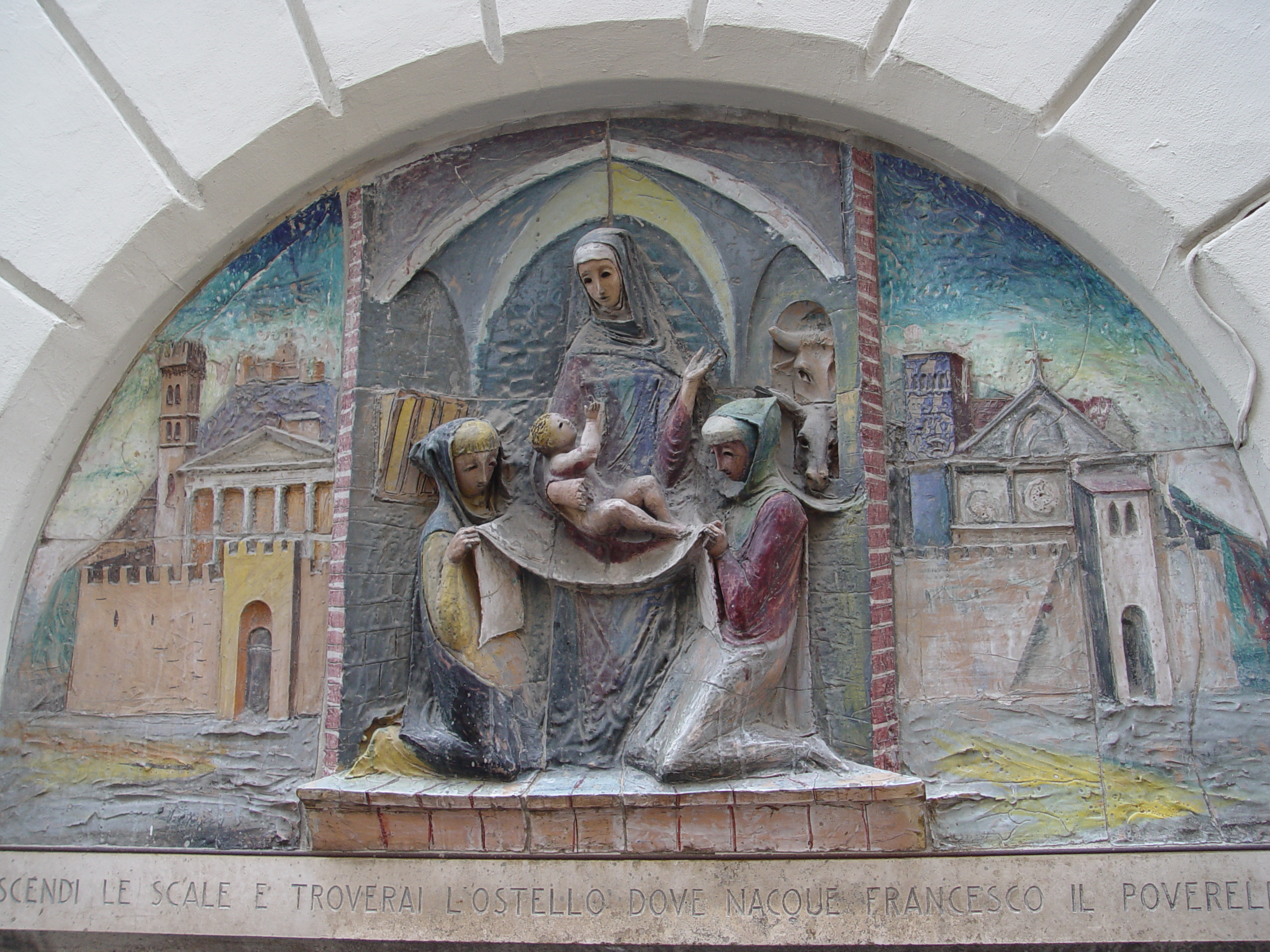
Bas-relief en céramique à l'entrée de l'escalier qui descend vers l'oratoire.
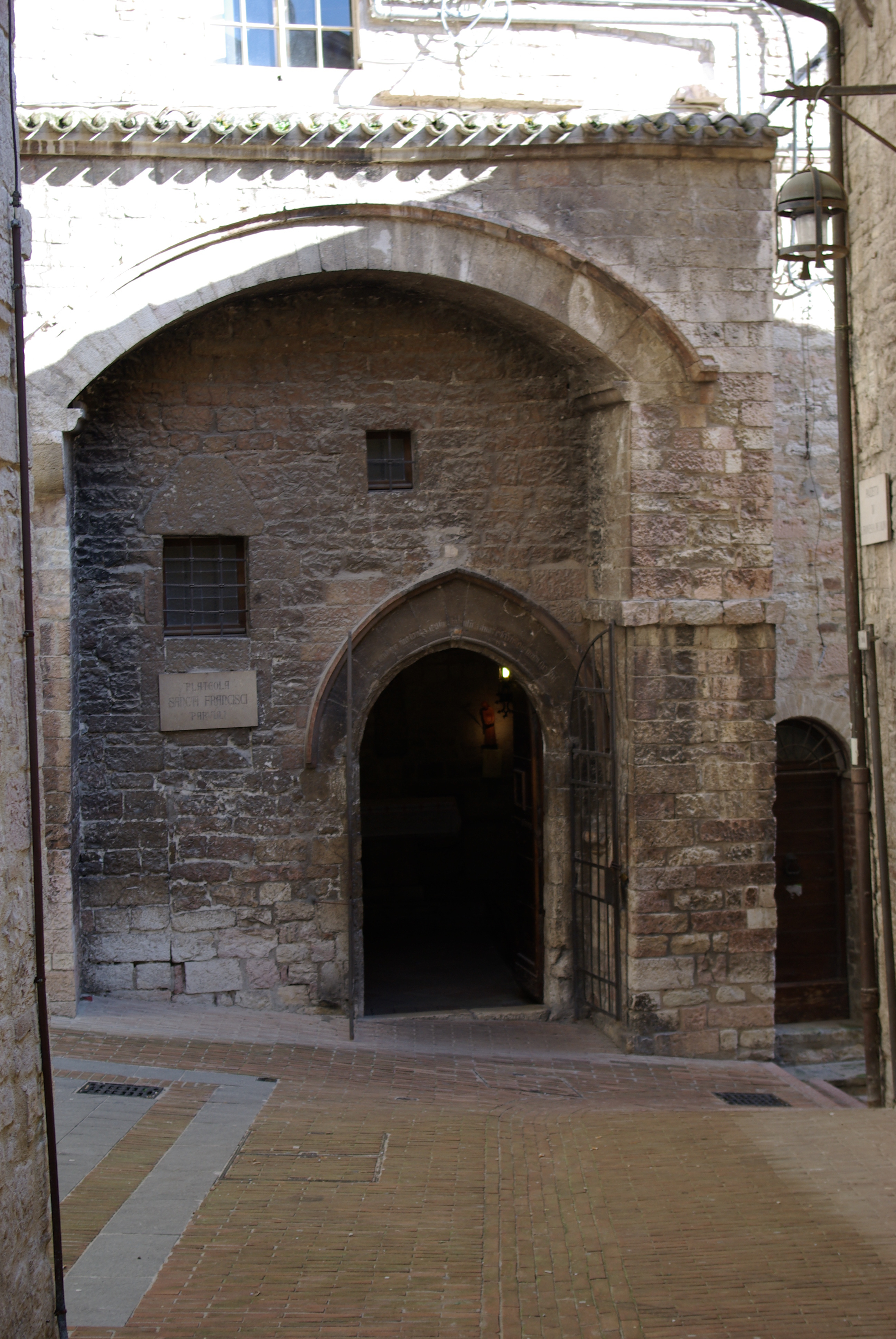
Extérieur de l'oratoire.
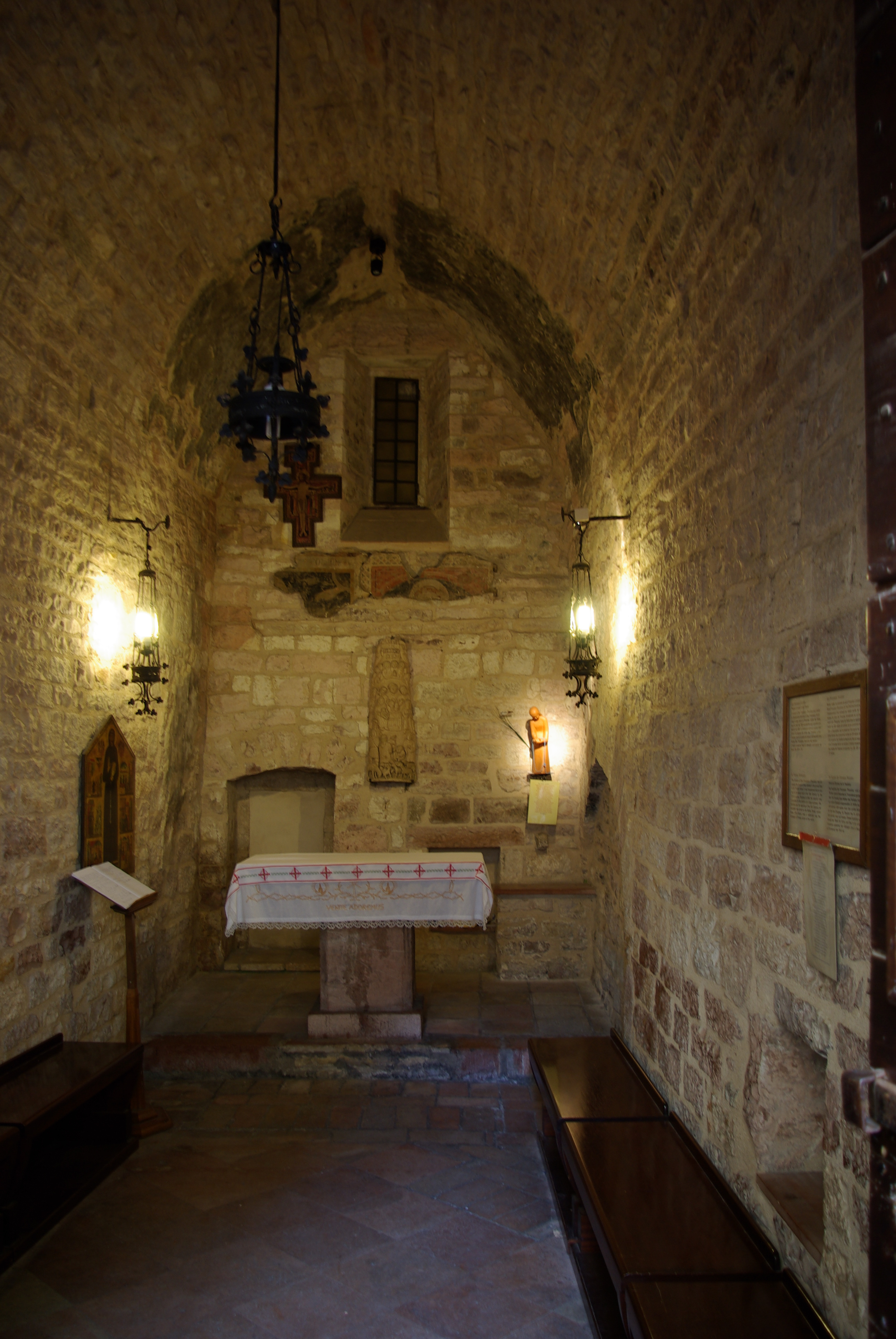
Intérieur de l'oratoire.

### Sanctuaire du Sacro Tugurio de Rivotorto
Le sanctuaire du Sacro Tugurio di Rivotorto, près d'Assise, dépend également du Sacro Convento. Il est construit en mémoire du lieu où l'Ordre franciscain a fait ses « premiers pas ». L'ancien refuge, abandonné, est transformé en église en 1445 à l'initiative du frère Francesco Saccarda qui obtient l'autorisation de l'évêque d'Assise. Au XVIe siècle, des travaux débutent afin de construire une église plus grande, à laquelle un couvent est adjoint au siècle suivant. L'église (et une partie du couvent) est reconstruite en style néo-gothique entre 1860 et 1880, après que le violent tremblement de terre du 12 février 1854 l'eut rasée.

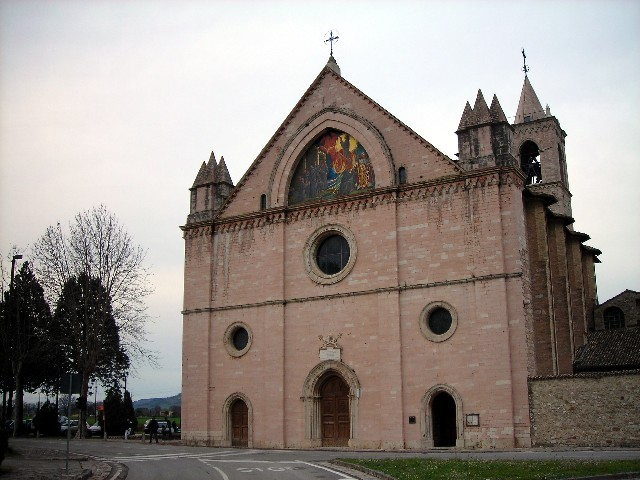
La façade du sanctuaire de Rivotorto.
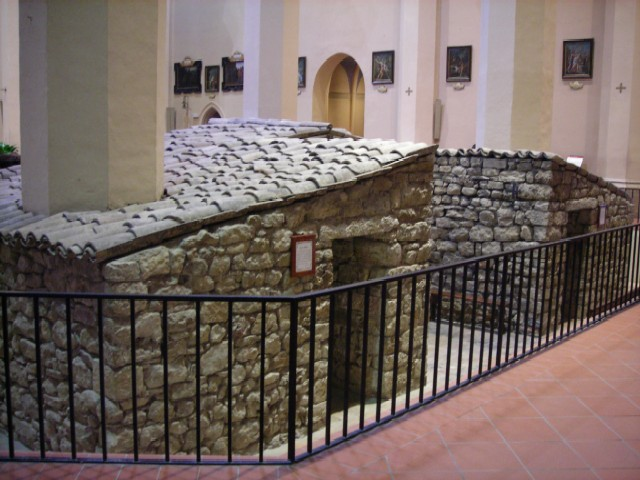
Intérieur.

### Église et couvent Santa Maria in Arce
Le couvent et l'église Santa Maria in Arce (XIIIe siècle), juste à l'extérieur de la ville de Rocca Sant'Angelo, dans le district d'Assise, « qui fut l'une des premières colonies des Observants et préserve de précieux documents de l'art pictural ombrien, en particulier du XVe siècle », dépend aussi du Sacro Convento.

## Source de traduction
- (it) Cet article est partiellement ou en totalité issu de l’article de Wikipédia en italien intitulé « Sacro Convento » (voir la liste des auteurs).